# Liste ausgestorbener Vögel
Die prähistorisch im späten Quartär ausgestorbenen und meist nur unvollständig fossilisierten Vogeltaxa sind unter Spätquartäre Avifauna aufgeführt.
Die seit 1500 ausgestorbenen Vogeltaxa finden sich unter Liste der neuzeitlich ausgestorbenen Vögel.

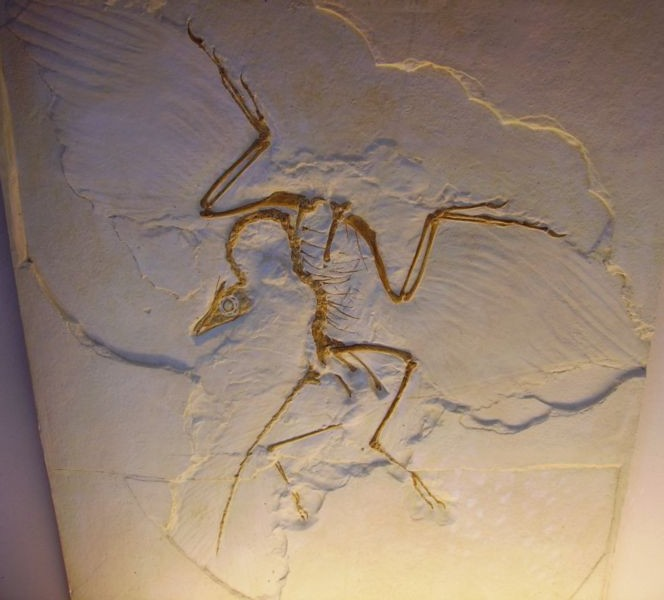
Eine Kopie des „Berliner Exemplars“ von Archaeopteryx, dem wohl berühmtesten Vogelfossil

Es ist vielfach wissenschaftlich belegt, dass Vögel von gefiederten, theropoden Dinosauriern abstammen und zwischen Vögeln und Dinosauriern auch keine eindeutige Trennung vollzogen werden kann. Einige Vogelarten aber haben im Gegensatz zu den Nichtvogeldinosauriern offensichtlich das große Artensterben an der Kreide-Tertiär-Grenze überlebt. Der Begriff „Vogel“ wird im nachfolgenden Artikel recht weit gefasst – er umschließt hier sämtliche Mitglieder der Klasse bzw. Klade Vögel (Aves). Einige frühere Dinosauriergruppen, die möglicherweise bereits echte Vögel waren (oder auch nicht) sind unter Proto-Vögel zu finden.
Diese Seite enthält eine Auflistung prähistorischer Vogeltaxa, die ausschließlich auf vollständig fossilisierten Funden beruht. Die angeführten Taxa starben alle bereits vor dem späten Quartär aus und es ist daher auszuschließen, dass der Mensch bei diesen Ereignissen entscheidend mit beteiligt war. Ursachen für das Aussterben dürften eher in stochastisch verteilten abiotischen Ereignissen wie z. B. Meteoriteneinschlägen, riesenhaften Vulkanausbrüchen und durch Erdbahnverlagerungen ausgelöste Klimaveränderungen zu suchen sein. Eine andere Erklärung für das Artensterben ist eventuell biologischer Natur und gründet auf evolutionären Verschiebungen, die von nachrückenden oder wetteifernden Taxa initiiert wurden – auffallend ist in diesem Zusammenhang das enorm hohe Artensterben bei den Seevögeln während des mittleren Tertiärs, das sich zumindest teilweise mit der gleichzeitigen stattfindenden Ausbreitung der konkurrierenden Meeressäuger erklären lässt.
Eine genaue taxonomische Stellung ist meist sehr schwer feststellbar, da viele Taxa oft nur bruchstückhaft erhalten sind und außerdem eine vollständige Fossilisierung, die eine aufklärende DNA-, RNA- oder Proteinsequenzanalyse vereitelt, erfahren haben. Die in diesem Beitrag vorkommenden Taxa sollten als „fossil“ und damit als ausgestorben betrachtet werden.

## Taxonomische Liste fossil erhaltener prähistorischer Vögel
Übergeordnete Taxa sind in ihrer wahrscheinlichen oder vermuteten phylogenetischen Anordnung dargestellt. Taxa auf Gattungsebene oder tiefer werden in aufsteigender chronologischer Reihenfolge wiedergegeben (d. h. ältere Taxa werden zuerst aufgeführt). Die übergeordneten Gruppierungen bei den Nicht-Neornithes beruhen auf den bereits von Luis Chiappe vorgeschlagenen phylogenetischen Zusammenhängen, inkorporieren aber gleichzeitig neuere Forschungsergebnisse. Die Unterteilungen sind umfassend in aufsteigender Reihenfolge:
|  |  |  |  | Proto-Vögel |  |              |  |                   |  |                |  |                   |  |                |  |                |  |  |  |  |  |
|  |  |  |  |             |  |              |  |                   |  |                |  |                   |  |                |  |                |  |  |  |  |  |
|  |  |  |  |             |  |              |  |                   |  |                |  |                   |  |                |  |                |  |  |  |  |  |
|  |  |  |  |             |  | Basale Vögel |  |                   |  |                |  |                   |  |                |  |                |  |  |  |  |  |
|  |  |  |  |             |  |              |  |                   |  |                |  |                   |  |                |  |                |  |  |  |  |  |
|  |  |  |  |             |  |              |  |                   |  |                |  |                   |  |                |  |                |  |  |  |  |  |
|  |  |  |  |             |  |              |  | Basale Pygostylia |  |                |  |                   |  |                |  |                |  |  |  |  |  |
|  |  |  |  |             |  |              |  |                   |  |                |  |                   |  |                |  |                |  |  |  |  |  |
|  |  |  |  |             |  |              |  |                   |  |                |  |                   |  |                |  |                |  |  |  |  |  |
|  |  |  |  |             |  |              |  |                   |  | Enantiornithes |  |                   |  |                |  |                |  |  |  |  |  |
|  |  |  |  |             |  |              |  |                   |  |                |  |                   |  |                |  |                |  |  |  |  |  |
|  |  |  |  |             |  |              |  |                   |  |                |  |                   |  |                |  |                |  |  |  |  |  |
|  |  |  |  |             |  |              |  |                   |  |                |  | Basale Ornithurae |  |                |  |                |  |  |  |  |  |
|  |  |  |  |             |  |              |  |                   |  |                |  |                   |  |                |  |                |  |  |  |  |  |
|  |  |  |  |             |  |              |  |                   |  |                |  |                   |  |                |  |                |  |  |  |  |  |
|  |  |  |  |             |  |              |  |                   |  |                |  |                   |  |                |  |                |  |  |  |  |  |
|  |  |  |  |             |  |              |  |                   |  |                |  |                   |  | Hesperornithes |  |                |  |  |  |  |  |
|  |  |  |  |             |  |              |  |                   |  |                |  |                   |  |                |  |                |  |  |  |  |  |
|  |  |  |  |             |  |              |  |                   |  |                |  |                   |  |                |  |                |  |  |  |  |  |
|  |  |  |  |             |  |              |  |                   |  |                |  |                   |  |                |  |                |  |  |  |  |  |
|  |  |  |  |             |  |              |  |                   |  |                |  |                   |  |                |  | Ichthyornithes |  |  |  |  |  |
|  |  |  |  |             |  |              |  |                   |  |                |  |                   |  |                |  |                |  |  |  |  |  |
|  |  |  |  |             |  |              |  |                   |  |                |  |                   |  |                |  |                |  |  |  |  |  |
|  |  |  |  |             |  |              |  |                   |  |                |  |                   |  |                |  |                |  |  |  |  |  |
|  |  |  |  |             |  |              |  |                   |  |                |  |                   |  |                |  | Neornithes     |  |  |  |  |  |
|  |  |  |  |             |  |              |  |                   |  |                |  |                   |  |                |  |                |  |  |  |  |  |

Anmerkung: Taxonomische Zuweisungen, insbesondere bei den Gattungen der Pygostylia bis hin zu den Neornithes, sind noch sehr provisorisch und daher weiteren Änderungen unterworfen.

### †„Proto-Vögel“
Dieser Abschnitt enthält sehr frühe Fossilien, unter denen einige durchaus als Überreste der ersten Vögel angesehen werden dürfen. Der verbleibende Rest gilt als (Nicht-Vogel-)Theropoden, deren systematische Stellung in Bezug auf die Vögel jedoch umstritten ist. Die meisten Wissenschaftler betrachten diese Teilgruppe als nahe Verwandte der Vögel – insbesondere die seltsamen Alvarezsauridae. Manche Forscher gehen noch weiter und reihen sie direkt unter die Vögel ein. Diese fossilen Formen lassen auf jeden Fall eindeutig erkennen, dass gefiederte Flügel und andere typische Vogelmerkmale nicht nur bei echten Vögeln vorkommen, sondern sich unabhängig davon in verschiedenen miteinander verwandten Seitenlinien innerhalb der Theropoden ebenfalls entwickelten.

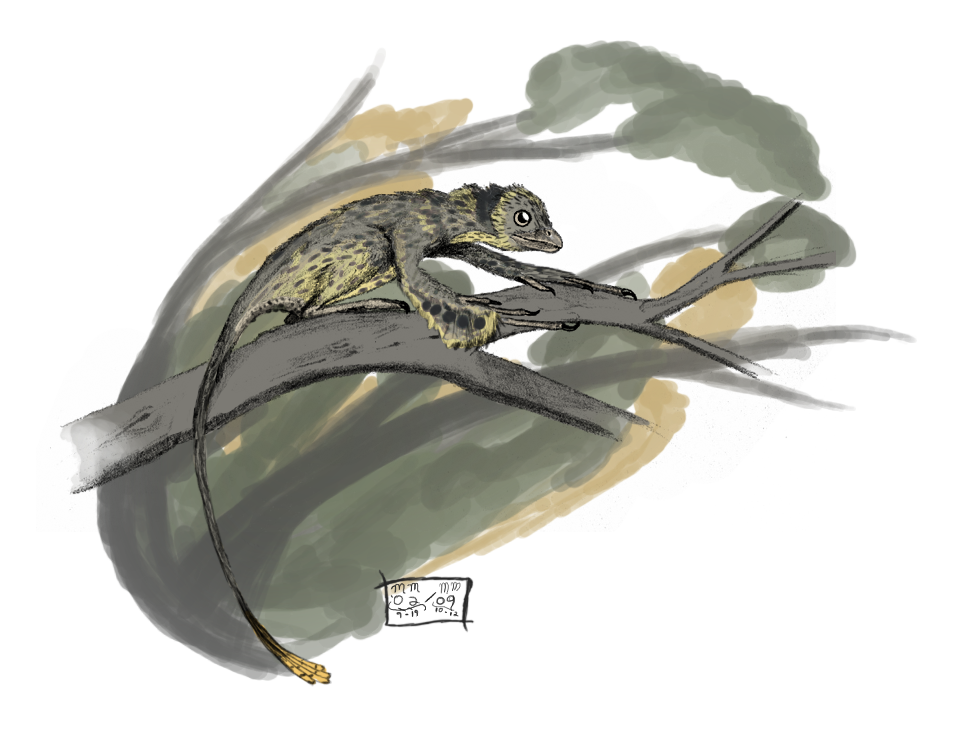
Die Scansoriopterygidae sind möglicherweise die nächsten Verwandten von Archaeopteryx

- Protoavis (Obertrias) – ein nomen dubium
- Palaeopteryx (Oberer Jura) – ein nomen dubium
- Oviraptorosauria
  - wie z. B. Caudipteryx (Unterkreide)
- Scansoriopterygidae
  - wie z. B. Epidendrosaurus (Unterkreide)
- Troodontidae
  - wie z. B. Mei (Unterkreide)
- Therizinosauria
  - wie z. B. Beipiaosaurus (Mittelkreide)
- Alvarezsauridae
  - wie z. B. Shuvuuia (Oberkreide)
- Dromaeosauridae
  - wie z. B. Rahonavis (Oberkreide)

### †Basale Vögel
Primitivste Vögel, besitzen in der Regel einen langen knochigen Schwanz, die Wirbel zeigen noch keine Verwachsungen.
- Formen ohne Zuordnung
  - Dalianraptor (Unterkreide)
  - Jixiangornis (Unterkreide)
  - Shenzhouraptor (Unterkreide) – oft auch als Jeholornis bezeichnet
  - Zhongornis (Unterkreide)
- Archaeopterygidae
  - Archaeopteryx (Oberer Jura)
  - Wellnhoferia (Oberer Jura) – möglicherweise identisch mit Archaeopteryx

#### Omnivoropterygiformes
- Omnivoropterygidae
  - Didactylornis (Unterkreide von Liaoning, China)
  - Omnivoropteryx (Unterkreide)
  - Sapeornis (Unterkreide)

### †BasalePygostylia
Die ersten Vögel mit einem modernen Pygostyl: die Schwanzwirbel erfahren gleichzeitig eine Reduktion in ihrer Anzahl und verwachsen miteinander. Womöglich handelt es sich hierbei um eine paraphyletische Gruppe. Es sind zwei Pygostyltypen bekannt:
- stabförmig – tritt auf bei Confuciusornithidae, Enantiornithes und einigen nicht-vogelartigen Theropoden wie z. B. Nomingia
- pflugscharartig – tritt nur in der zu modernen Vögeln führenden evolutionären Abfolge auf.

Es ist noch nicht sicher, ob die Pygostyle der Vögel tatsächlich Synapomorphien darstellen.
- Taxa ungeklärter systematischer Stellung
  - Longipteryx (Unterkreide) – (eu)enantiornithin?
  - Abavornis (Oberkreide) – (eu)enantiornithin?
  - Catenoleimus (Oberkreide) – (eu)enantiornithin?
  - Explorornis (Oberkreide) – (eu)enantiornithin?
  - Incolornis (Oberkreide) – (eu)enantiornithin?
- Confuciusornithidae
  - Changchengornis (Unterkreide)
  - Confuciusornis (Unterkreide)
  - Eoconfuciusornis (Unterkreide) – Dabeigou-Formation, Fengning, China
  - Jinzhouornis (Unterkreide) – eventuell identisch mit Confuciusornis
  - Proornis (Unterkreide) – vorübergehend hier eingeordnet; ein nomen nudum

### †Enantiornithes
„Gegensätzliche Vögel“ auf Grund der zu den modernen Vögeln unterschiedlichen Gelenkverbindung zwischen Schulterblatt und Rabenbein. Sie sind eine ausgestorbene Unterklasse aus dem Mesozoikum. Zusammen mit den Ornithuromorpha (die die modernen Vögel mit einschließen) werden sie zu den Ornithothoraces gestellt. Die Anpassung an das Fliegen erfolgte bei den Vögeln in moderner Weise, auch wenn individuelle Unterschiede hierin durchaus bestehen. So wurde es z. B. durch eine Abwandlung der Schulterblätter möglich, die Schwingen hoch über den Vogelrücken anzuheben. Die individuellen Schulterknochen unterscheiden sich oft markant bei den einzelnen Untergruppen der Ornithothoraces; dies stellt zusammen mit der unterschiedlichen Ausbildung des Pygostyls bei den Enantiornithes und den Ornithuromorpha eventuell die Monophylie der Ornithoceren in Frage.

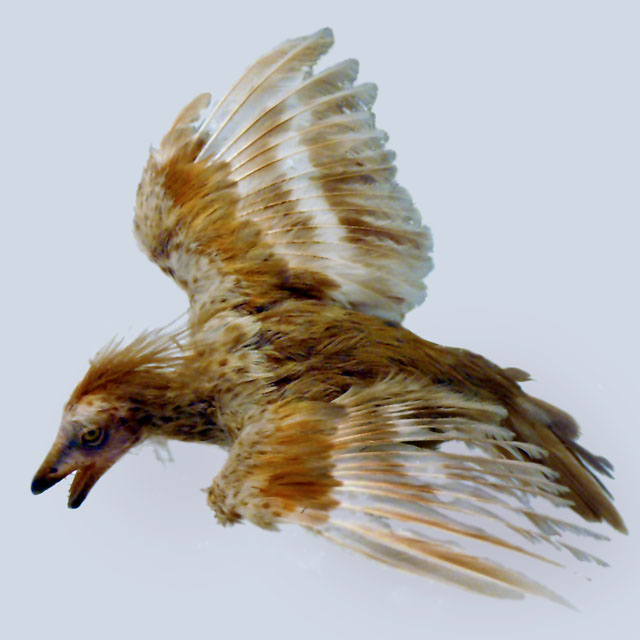
Rekonstruktion eines Iberomesornis romerali, ein winziger primitiver Enantiornithide.
Er war nicht größer als ein heutiger Fink.

- Taxa ungeklärter und basaler Stellung
  - Boluochia (Unterkreide) – ein Cathayornithide?
  - Concornis (Unterkreide) – ein Cathayornithide? ein Enantiornithiformes?
  - Cuspirostriornis (Unterkreide)
  - Dapingfangornis (Unterkreide)
  - Eoalulavis (Unterkreide)
  - Eoenantiornis (Unterkreide)
  - Hebeiornis (Unterkreide) – womöglich ein nomen nudum; schließt Vescornis mit ein, falls gültig
  - Largirostrornis (Unterkreide)
  - "Liaoxiornis" (Unterkreide) – ein nomen dubium
  - Longchengornis (Unterkreide)
  - Longirostravis (Unterkreide)
  - Pengornis (Unterkreide)
  - Enantiornithes gen. et spp. indet. (Unterkreide)
  - Elsornis (Oberkreide)
  - Enantiophoenix (Oberkreide) – ein (avisaurider) Enantiornithiformes?
  - Halimornis (Oberkreide)
  - Kuszholia (Oberkreide) – eigene Familie?
  - Lectavis (Oberkreide) – ein Enantiornithiformes?
  - Lenesornis (Oberkreide)
  - Gobipteryx (Oberkreide) – ein Enantiornithiformes? eigene Familie?
  - Gurilynia (Oberkreide) – ein Enantiornithiformes?
  - Neuquenornis (Oberkreide) – ein Cathayornithide? avisaurid?
  - Yungavolucris (Oberkreide) – ein (avisaurider) Enantiornithiformes?
  - Enantiornithes gen. et spp. indet. (Oberkreide)
- Alexornithidae (umstritten)
  - Alexornis (Oberkreide)
  - Kizylkumavis (Oberkreide)
  - Sazavis (Oberkreide)
- Alethoalaornithidae (umstritten)
  - Alethoalaornis (Unterkreide)
- "Cathayornithidae" (umstritten)
  - Sinornis/Cathayornis (Unterkreide)
  - Eocathayornis (Unterkreide)
- Iberomesornithidae (umstritten)
  - Iberomesornis (Unterkreide)
  - Noguerornis (Unterkreide)

#### Enantiornithiformes
- Enantiornithidae (umstritten)
  - Enantiornis (Oberkreide)
- Avisauridae
  - Avisaurus (Oberkreide)
  - Soroavisaurus (Oberkreide)

### †BasaleOrnithurae
Werden auch als Ornithuromorpha bezeichnet. Es handelt sich hierbei im Wesentlichen um moderne Vögel, viele Taxa besitzen aber noch primitive Merkmale wie z. B. Zähne oder Flügelkrallen. Wie die modernen Vögeln haben sie ein pflugscharförmiges Pygostyl und den vogeltypischen Schwanz. Die Taxonomie dieser Gruppe ist verwirrend – so wurde die Bezeichnung „Ornithurae“ 1866 erstmals von Ernst Haeckel vorgeschlagen und seitdem mehrmals in ihrer Definition überarbeitet. Die Ornithuromorpha hingegen sind vielleicht nur ein Synonym der Ornithothoraces (oder der Pygostylia).
- Taxa ungeklärter und basaler Stellung
  - Gansus (Unterkreide) – basal
  - Archaeorhynchus (Unterkreide) – basal?
  - Apsaravis (Oberkreide) – ein Ambiortide?
  - Limenavis (Oberkreide) – ein (paläognather) Neornithes?
  - "cf. Parahesperornis" (Oberkreide der Nemegt-Formation, Tsagaan Kushu, Mongolei) – ein Hesperornithiformes?
  - Ornithurae gen. et sp. indet. RBCM.EH2005.003.0001 (Oberkreide der Northumberland-Formation, Hornby Island, Kanada)
  - Ornithurae gen. et sp. indet. TMP 98.68.145 (Oberkreide der Dinosaur Park-Formation, Iddesleigh, Kanada) – ein Hesperornithiformes?
  - Carinatae gen. et sp. indet. NHMM/RD 271 (Oberkreide der Maastricht-Formation, CBR-Romontbos Steinbruch, Belgien) – ein Ichthyornithes?
- Ambiortidae
  - Ambiortus (Unterkreide)

#### Yanornithiformes
- Songlingornithidae
  - Songlingornis (Unterkreide)
  - Yanornis (Unterkreide)
  - Yixianornis (Unterkreide)

### †Hesperornithes

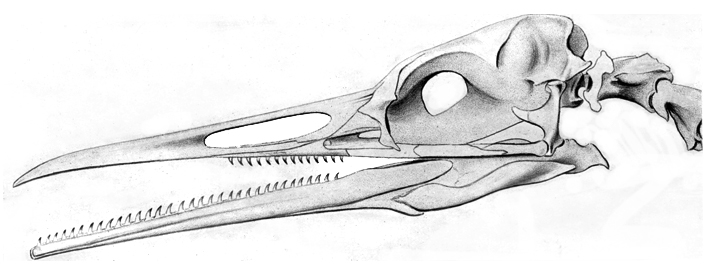
Schädel eines Hesperornis mit den charakteristischen Zähnen.

Große, bezahnte, dem Seetaucher ähnliche Tauchvögel.
- Taxa ungeklärter und basaler Stellung
  - Asiahesperornis (Oberkreide) – ein Hesperornithes?
  - Judinornis (Oberkreide)
  - Pasquiaornis (Oberkreide)
  - Hesperornithiformes gen. et sp. indet. TMP 89.81.12 (Oberkreide)
  - Hesperornithiformes gen. et sp. indet. Kushmurun, Kasachstan (Oberkreide)
- Enaliornithidae
  - Enaliornis (Unterkreide)
- Baptornithidae
  - Baptornis (Oberkreide) – schließt Parascaniornis mit ein
- Hesperornithidae
  - Hesperornis (Oberkreide)
  - Parahesperornis (Oberkreide)
  - Canadaga (Oberkreide)
  - Coniornis (Oberkreide)

### †Ichthyornithes
Bezahnte Vögel vergleichbar mit heutigen Möwen.
- Ichthyornidae
  - Ichthyornis (Oberkreide)
  - Janavis finalidens[7] (Oberkreide)

### Neornithes
Diese Unterklasse umfasst sämtliche modernen Vögel.
Taxa ungeklärter und basaler Stellung

Diese morphologisch modern anmutenden Vögel sind nur von fossilen Überresten bekannt, können aber mit keiner der existierenden modernen Gruppen in Verbindung gebracht werden. Der Grad ihrer Autapomorphie reicht aber nicht aus, um sie als eigenständige Ordnungen einzustufen. Viele Taxa aus der Oberkreide bzw. aus dem Paläogen dürften äußerst ursprüngliche Vertreter moderner Ordnungen darstellen.
- †Gallornis (Unterkreide -? Oberkreide) – ein Phoenicopteriformes, Anseriformes oder Galliformes
- †Ceramornis (Oberkreide) – ein Charadriiformes?
- †"Cimolopteryx" (Oberkreide) – ein Charadriiformes?
- †Palintropus (Oberkreide) – ein Quercymegapodiide oder ein Charadriiformes
- "Presbyornithidae" gen. et sp. indet. (Oberkreide der Barun Goyot-Formation, Udan Sayr, Mongolei) – ein (presbyornithider)Anseriformes?
- †Teviornis (Oberkreide) – ein Presbyornithide?
- †Torotix (Oberkreide) – ein Pelecaniformes, Charadriiformes, Procellariiformes oder ein Phoenicopteriformes
- †Neornithes incerta sedis "Kurochkin 1995" (Oberkreide der Nemegt-Formation, Südmongolei) – ein Phalacrocoracidae?
- †Neornithes incerta sedis AMNH FR 25272 (Oberkreide der Lance Creek-Formation, Converse County, USA) – ein Phalacrocoracidae?
- †Neornithes incerta sedis PVPH 237 (Oberkreide der Portezuelo-Formation, Sierra de Portezuelo, Argentina) – ein Galliformes?
- †Neornithes incerta sedis UCMP 117598 (Oberkreide der Hell Creek-Formation, Bug Creek West, USA)
- †Neornithes incerta sedis UCMP 117599 (Oberkreide der Hell Creek-Formation, Bug Creek West, USA) – ein Anseriformes?
- †Lonchodytes (Oberkreide/? Unteres Paläozän) – ein Gaviiformes/Pelecaniformes? ein Procellariiformes?
- †"Lonchodytes" pterygius (Oberkreide/?Unteres Paläozän) – ein Charadriiformes?
- † Novacaesareala (Oberkreide/Unteres Paläozän) – verwandt mit Torotix?
- † "Palaeotringa" vetus (Oberkreide der Lance Creek-Formation, Wyoming – Oberkreide/?Unteres Paläozän der Hornerstown-Formation, New Jersey, USA) – ein Gruiformes? ein (presbyornithider) Anseriformes?
- † Volgavis (Unteres Paläozän von Volgograd, Russland) – ein Charadriiformes?
- † Qinornis (Unteres/Mittleres Paläozän der Fangou-Formation, Luonan County, China)
- † Eupterornis (Paläozän von Cernay, Frankreich) – ein (larider?) Charadriiformes? ein Gaviiformes?
- † Argilliornis (Unteres Eozän des London Clay, England) – ein (pelagornithider?) Procellariiformes
- † Argillipes (Unteres Eozän des London Clay, England) – ein Galliformes?
- † Coturnipes (Unteres Eozän von England und Virginia, USA?) – ein falconiformer? Galliformes
- † Fluviatitavis (Unteres Eozän von Silveirinha, Portugal) – ein Charadriiformes?
- † Neanis (Unteres Eozän) – ein Primobucconide, ein Piciformes?
- † Neptuniavis (Unteres Eozän des London Clay, England) – ein Pelagornithide oder ein Procellariidae
- † Onychopteryx (Unteres Eozän Argentiniens) – ein Falconide? Ein nomen dubium
- † Paleophasianus (Unteres Eozän der Willwood-Formation, Bighorn County, USA) – ein (tetraoniner oder cracider) Galliformes oder ein (aramider) Gruiformes?
- † Paracathartes (Unteres Eozän der zentralwestlichen USA) – ein Lithornithiformes?
- † Parvigyps (Unteres Eozän des London Clay, England) – ein Falconiformes?
- † Pediorallus (Unteres Eozän des London Clay, England) – ein Lithornithiformes oder ein Galliformes?
- † Percolinus (Unteres Eozän des London Clay, England) – ein Galliformes?
- † "Precursor" (Unteres Eozän) – mehrere Arten? Ein (pseudasturider oder psittacider) Psittaciformes und ein (glareolider)? Charadriiformes
- †Procuculus (Unteres Eozän von Bognor Regis, England) – ein Parvicuculide? Ein Primobucconide? Nahe bei Primapus angesiedelt?
- †Pulchrapollia (unteres Eozän) – umfasst "Primobucco" olsoni – ein (pseudasturider oder psittacider)? Psittaciformes
- †Vastanavis (Unteres Eozän von Vastan, Indien) – ein (otidider)? Gruiformes
- †Neornithes incerta sedis USNM 496384 (Unteres Eozän der Nanjemoy-Formation, Virginia, USA) – ein Parvicuculide? ein Aegithalornithide?
- †"Green River Palaeognath" USNM 336103 (Unteres/Mittleres Eozän der Green River-Formation)
- †Palaeopsittacus (Unteres – Mittleres Eozän Nordwesteuropas) – ein (podargider?) Caprimulgiformes oder ein Quercypsittide?
- †Eocathartes (Mittleres Eozän von Deutschland) – ein Cathartide?
- †Geiseloceros (Mittleres Eozän von Deutschland) – ein Coraciiformes?
- †Hassiavis (Mittleres Eozän von Messel, Deutschland) – ein Archaeotrogonide, ein Piciformes?
- †Protocypselomorphus (Mittleres Eozän von Messel, Deutschland) – ein Caprimulgiformes, ein Apodiformes oder deren Vorfahr
- †Pumiliornis (Mittleres Eozän von Messel, Deutschland)
- †Eobalearica (Oberes? Eozän von Ferghana, Usbekistan) – ein (gruider) Gruiformes?
- †Ludiortyx (Oberes Eozän) – ein Rallide, ein Quercymegapodide? Umfasst "Tringa" hoffmanni, "Palaeortyx" blanchardi, "P." hoffmanni
- †Minggangia (Oberes Eozän von China) – ein Rallide, ein Threskiornithidae?
- †Petropluvialis (Oberes Eozän von England) – eventuell identisch mit Palaeopapia; ein Anseriformes?
- †"Phasianus" alfhildae (Oberes Eozän der Washakie-Formation, Washakie B, Haystack Butte, USA) – ein Gruiformes, Ciconiiformes oder Phoenicopteriformes?
- †Talantatos (Oberes Eozän des Pariser Beckens, Frankreich) – ein (cariamider, idiornithider?) Gruiformes? Umfasst möglicherweise Elaphrocnemus und Filholornis
- †Telecrex (Oberes Eozän des Chimney Butte, Irdin Manha-Formation, Innere Mongolei, China) – ein (rallider?) Meleagride oder Gruiformes?
- †Neornithes incertae sedis AMNH FR 2941 (Oberes Eozän des Chimney Butte, Irdin Manha-Formation, China) – ein (accipitridaer) Falconiformes? ein Gruiformes (Eogrus)?
- †"Falco" falconellus (oder falconella; Eozän von Wyoming, USA) – ein (falconider) Falconiformes?
- †"Colymboides" anglicus (Oberes Eozän/Unteres Oligozän von Hordwell, England) – ein Gaviiformes? Vormals enthalten in Palaeopapia eous
- †Filholornis (Oberes Eozän/Unteres Oligozän Frankreichs) – ein Musophagide, Cracide, Carimide, oder Idiornithide? Gehört eventuell zu Talantatos
- †Geranopsis (Oberes Eozän – Unteres Oligozän der Hordwell-Formation, England) – ein (gruider) Gruiformes? Oder ein (anseranatider)? Anseriformes?
- †Elaphrocnemus (Unteres Eozän? – Mittleres Oligozän der Quercy Phosphorite, Quercy, Frankreich) – ein Idiornithide? Gehört womöglich zu Talantatos
- †Agnopterus (Oberes Eozän – Unteres Oligozän Europas) – ein Phoenicopteriformes oder ein Anseriformes, umfasst "Cygnopterus" lambrechti
- †Plesiocathartes (Oberes Eozän – ?Unteres Miozän Südwesteuropas) – ein Cathartide, ein Leptosomide?
- †Botauroides (Eozän Wyomings, USA) – ein Coliiformes?
- †Aminornis (Unteres Oligozän der Deseado-Formation, Rio Deseado, Argentinien) – ein (aramider) Gruiformes?
- †Ciconiopsis (Unteres Oligozän der Deseado-Formation, Rio Deseado, Argentinien) – ein Ciconiide?
- †Climacarthrus (Unteres Oligozän der Deseado-Formation, Rio Deseado, Argentinien) – ein Accipitridae? Ein nomen dubium
- †Cruschedula (Unteres Oligozän der Deseado-Formation, San Jorge, Argentinien) – ein Accipitridae? Ein nomen dubium
- †Dolicopterus (Unteres Oligozän von Ronzon, Frankreich) – ein (charadriidaer) Charadriiformes? Es handelt sich nicht um Dolichopterus wie so oft behauptet
- †Loncornis (Unteres Oligozän der Deseado-Formation, Rio Deseado, Argentinien) – ein (aramider) Gruiformes?
- † Loxornis (Unteres Oligozän der Deseado-Formation, Rio Deseado, Argentinien) – ein Anatoidea?
- † Manu (Unteres Oligozän) – ein (diomedeider) Procellariiformes?
- †Palaeocrex (Unteres Oligozän des Trigonias Quarry, USA) – ein Rallide?
- †Palaeopapia (Unteres Oligozän der Isle of Wight, England) – ein Anseriformes?
- †Paracygnopterus (Unteres Oligozän von Belgien und England) – ein Anatidae?
- †"Pararallus" hassenkampi (Unteres Oligozän der Sieblos-Schichten, Sieblos, Deutschland)
- †Riacama (Unteres Oligozän der Deseado-Formation, Argentinien) – ein Gruiformes?
- †Smiliornis (Unteres Oligozän der Deseado-Formation, Argentinien) – ein Gruiformes?
- †Teracus (Unteres Oligozän Frankreichs)
- †Teleornis (Unteres Oligozän der Deseado-Formation, Argentinien) – ein Anatide?
- †Pseudolarus (Unteres Oligozän – Miozän der Deseado-Formation, Argentinien) – ein Gruiformes?
- †Neornithes incerta sedis BMNH PAL 4989 (Unteres Oligozän der Isle of Wight, England) – einst "Ptenornis" und eingestuft unter Headonornis; ein Anseriformes?
- †"Anas" creccoides (Unteres – Mittleres Oligozän Belgiens) – ein Anseriformes?
- †"Charadrius" sheppardianus (Mittleres Oligozän der Florissant Fossil Beds, USA) – ein (charadriidaer) Charadriiformes?
- †Limicorallus (Mittleres Oligozän der Indricotherium-Formation, Chelkar-Teniz, Kasachstan) – ein Anatide?
- †Megagallinula (Mittleres Oligozän der Indricotherium-Formation, Chelkar-Teniz, Kasachstan)
- †"Palaeorallus" alienus (Mittleres Oligozän von Tatal-Gol, Mongolei) – ein Galliformes?
- †"Vanellus" selysii (Mittleres Oligozän von Rupelmonde, Belgien) – ein (charadriidaer) Charadriiformes?
- †Anserpica (Oberes Oligozän Frankreichs) – ein (gruider?) Gruiformes oder ein (anseranatider?) Anseriformes?
- †Gnotornis (Oberes Oligozän der Brule-Formation, Shannon County, USA) – ein (aramider) Gruiformes?
- †Tiliornis (Oberes? Oligozän Argentiniens) – ein Phoenicopteriformes? Ein nomen dubium
- †Neornithes incerta sedis QM F40203 (Oberes Eozän von Riversleigh, Australien) – ein (rallider) Gruiformes?
- †Gaviella (Oligozän? von Wyoming, USA) – ein Gaviiformes? Ein Plotopteride?
- †"Anas" skalicensis (Unteres Miozän von "Skalitz", Tschechien) – ein Anseriformes?
- †Chenornis (Unteres Miozän) – ein (anatider) Anseriformes oder ein (phalacrocoracidaer) Pelecaniformes?
- †"Propelargus" olseni (Unteres Miozän der Hawthorne-Formation, Tallahassee, USA) – ein Ciconiiformes?
- †Neornithes incerta sedis MNHN SA 1259-1263 (Unteres/Mittleres Miozän von Sansan, Frankreich) – ein Passeriformes?
- †Anisolornis (Mittleres Miozän der Santa Cruz-Formation, Karaihen, Argentinien) – ein Gruiformes, Galliformes, Tinamiformes?
- †"Ardea" perplexa (Mittleres Miozän von Sansan, Frankreich) – ein Ardeide? Ein Strigiformes?
- †"Cygnus herrenthalsi" (Mittleres Miozän Belgiens)
- †"Anas" risgoviensis (Oberes Miozän Bayerns, Deutschland) – ein Anseriformes?
- †"Ardea" aureliensis (Oberes Miozän Frankreichs) – ein Ardeide?
- †Eoneornis (Miozän Argentiniens) – ein Anatide? Ein nomen dubium
- †Eutelornis (Miozän Argentiniens) – ein Anatide?
- †Protibis (Miozän Argentiniens) – ein (threskiornithidaer) Ciconiiformes?
- †"Limnatornis" paludicola (Miozän Frankreichs) – ein Coliide? Ein Phoeniculide?
- †"Picus" gaudryi (Miozän Frankreichs) – ein Piciformes?
- †"Ardea" lignitum (Oberes Pliozän Deutschlands) – ein Ardeide? Eine strigidae (Gattung Bubo)?
- †"Gavia" portisi (Oberes Pliozän von Orciano Pisano, Italien) – ein Gaviiformes? Ein nomen dubium
- †Bathoceleus (Pliozän von New Providence, Bahamas) – ein Picide?
- †"Homalopus" – ein Piciformes? Gattungsname wird schon von einer Untergattung von Cryptocephalus in Anspruch genommen, einem Blattkäfer, der bereits 1835 beschrieben wurde.
- †Juncitarsus – ein Phoenicopteriformes?
- †Kashinia – ein Phoenicopteriformes?
- †"Liptornis" – ein (pelecanider) Pelecaniformes? Ein nomen dubium
- †Pseudocrypturus – ein Lithornithiformes?
- †Archaeotrogonidae – basale Cypselomorphae?
  - Archaeotrogonidae gen. et sp. indet. (Unteres Eozän)
  - Archaeotrogon (Oberes Eozän/Unteres Oligozän)
- †Cladornithidae – Pelecaniformes?
  - Cladornis (Unteres Oligozän der Deseado-Formation Patagoniens, Argentinien)
- † Eleutherornithidae
  - Eleutherornis
  - Proceriavis
- †Eocypselidae – (hemiprocnide?) Apodiformes? Caprimulgiformes? Basale Cypselomorphae?
  - Eocypselus (Oberes Paläozän? – Unteres Eozän Nordeuropas)
- †Eremopezidae – Laufvögel?
  - Eremopezus (Oberes Eozän Nordafrikas) – schließt Stromeria mit ein
- † Foratidae – Cuculiformes?
  - Foro (Unteres Eozän)
- † Fluvioviridavidae
  - Fluvioviridavis (Unteres Eozän der Green River-Formation, USA)
  - Eurofluvioviridavis (Mittleres Eozän von Messel, Deutschland)
- † Gracilitarsidae – nahe Verwandte der Sylphornithidae?
  - Eutreptodactylus (Oberes Paläozän Brasiliens) – ein nomen dubium
  - Gracilitarsus (Mittleres Eozän von Messel, Deutschland)
- † Halcyornithidae – (pseudasturide?) Psittaciformes, Coraciiformes?
  - Halcyornis (Unteres Eozän des London Clay, England)
- † Laornithidae – Charadriiformes? Gruiformes?
  - Laornis (Oberkreide?)
- †Messelasturidae – Accipitridae? basal gegenüber Strigiformes?
  - Tynskya (Unteres Eozän von Nordamerika und England)
  - Messelastur (Mittleres Eozän von Messel, Deutschland)
- †Palaeospizidae – Passeriformes? Coraciiformes?
  - Palaeospiza (Oberes Eozän der Florissant Fossil Beds, USA)
- †Parvicuculidae – Cypselomorphes, Cuculiformes, Primobucconide?
  - Parvicuculus (Oberes Eozän Nordwesteuropas)
- †Remiornithidae – Palaeognathes?
  - Remiornis
- †Sylphornithidae – Cuculiformes? Coraciiformes? Nahe verwandt mit Gracilitarsidae?
  - Sylphornis (Mittleres Eozän Frankreichs)
  - Oligosylphe (Unteres Oligozän der Borgloon-Formation, Hoogbutsel, Belgien)
- †Tytthostonygidae – Procellariiformes, Pelecaniformes?
  - Tytthostonyx (Oberkreide/Unteres Paläozän)
- †Zygodactylidae – Sperlingsvogelartige, schließt Primoscenidae mit ein
  - Zygodactylus (Unteres Oligozän – Mittleres? Miozän Mitteleuropas)
  - Primoscens
  - Primozygodactylus
- †"Graculavidae" – ein paraphyletisches Mischtaxon, "transitionelle Limikole"
  - Graculavus (Oberkreide -? Unteres Paläozän) – ein Charadriiformes?
  - Palaeotringa (Oberkreide/Unteres Paläozän) – ein Charadriiformes?
  - Telmatornis (Oberkreide?) – ein Charadriiformes? Ein Gruiformes? Ein Podicipediformes?
  - Zhylgaia (Onteres Paläozän) – ein Presbyornithide?
  - Scaniornis (Unteres/Mittleres Paläozän) – ein Phoenicopteriformes?
  - Dakotornis (Paläozän von North Dakota, USA)
  - Unsichere Zuordnung
    - „Graculavidae“ gen. et sp. indet. (Gloucester County, USA)

#### Struthioniformes– Laufvögel
Strauße und verwandte Laufvögel.
- Taxa unsicherer Zuordnung
  - †Diogenornis (Oberes Paläozän) – ein Rheide?
  - †Opisthodactylus (Miozän) – ein Rheide?
- Casuariidae – Emus und Kasuare
  - †Emuarius (Oberes Oligozän – Oberes Miozän) – früher Dromaius
  - Rezente im Fossilbericht vorkommende Gattungen
    - Dromaius (Mittleres Miozän – rezent)
    - Casuarius
- Rheidae – Nandus
  - †Heterorhea (Pliozän)
  - †Hinasuri
- †Aepyornithidae – Elefantenvögel
  - Mullerornis
- Struthionidae – Straußenvögel
  - †Palaeotis (Mittleres Eozän) – schließt Palaeogrus geiseltalensis mit ein
  - Rezente im Fossilbericht vorkommende Gattungen
    - Struthio (Unteres Miozän – rezent)

#### †Lithornithiformes
- Lithornithidae – Lithornithide
  - Promusophaga (Unteres Eozän)
  - Lithornis (Unteres Eozän)

#### Tinamiformes– Steißhühner
- Tinamidae – Steißhühner
  - †Querandiornis (Unteres/Mittleres Pleistozän der Ensenada-Formation, Argentinien)
  - Unsichere Zuordnung
    - Tinamidae gen. et sp. indet. MACN-SC Fleagle Kollektion (Unteres – Mittleres Miozän Südargentiniens) – mindestens 2 Arten

  - Prähistorische Arten bestehender Gattungen
    - Eudromia sp. (Oberes Miozän der Provinz La Pampa, Argentinien)
    - Eudromia olsoni (Oberes Pliozän der Provinz Buenos Aires, Argentinien)
    - Nothura parvula (Oberes Pliozän der Provinz Buenos Aires, Argentinien) – vormals Cayeornis
    - Eudromia intermedia (Pliozän Argentiniens) – einst Tinamisornis
    - Nothura paludosa (Pleistozän Argentiniens)

#### Anseriformes– Gänsevögel

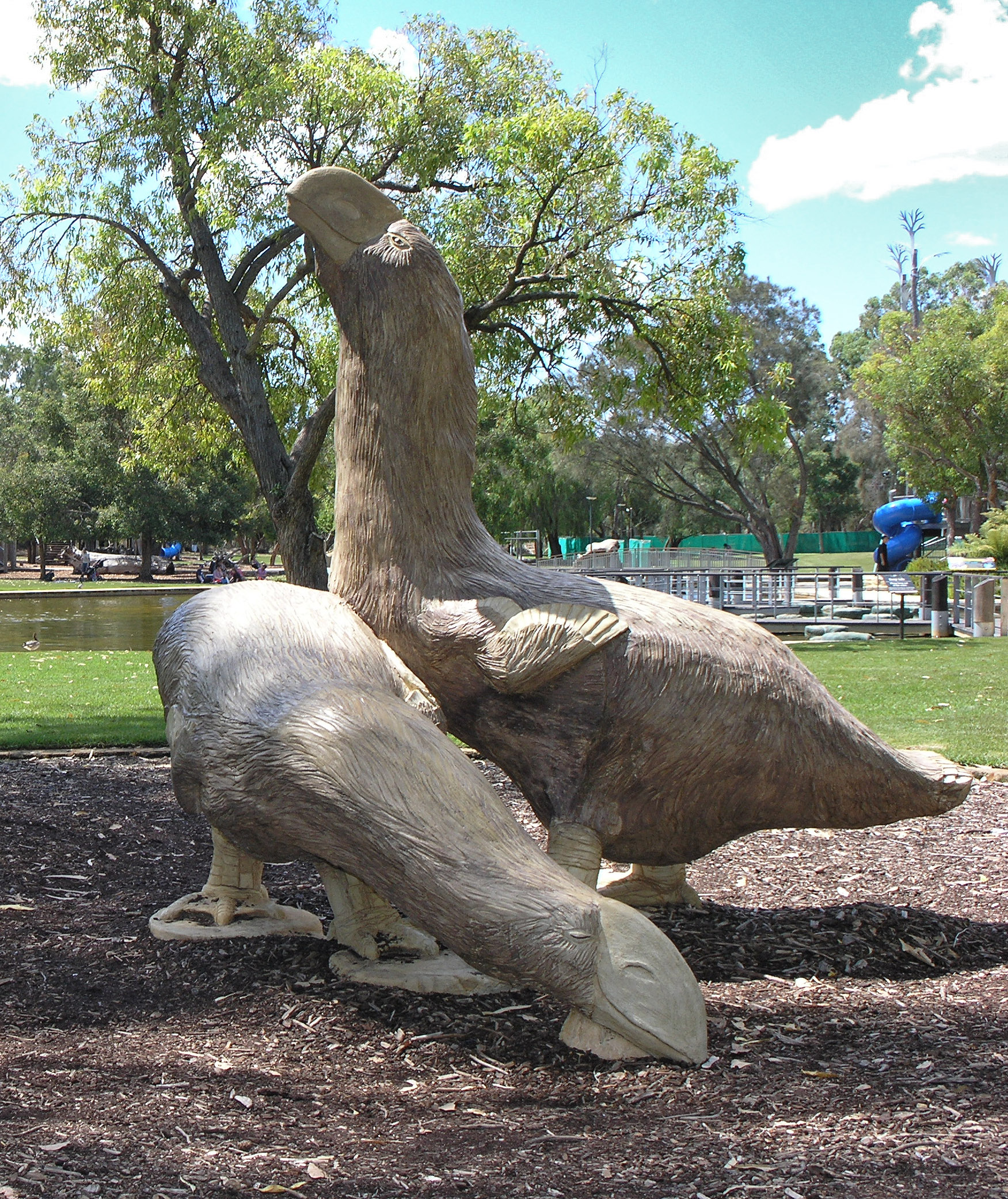
Statuen zweier Mihirung Bullockornis planei im King's Park, Perth.

Die Gruppe umfasst moderne Enten und Gänse.
- Taxa basaler und unsicherer Stellung
  - †Vegavis (Oberkreide) – näher mit den Presbyornithidae und den Anatidae verwandt als mit den Anseranatidae
  - †Anatalavis (Oberkreide/Unteres Paläozän – unteres Eozän) – ein Anseranatide oder ein Taxon basaler Stellung. Schließt "Telmatornis" rex mit ein.
  - †Romainvillia (Oberes Eozän/Unteres Oligozän) – Anseranatidae oder Anatidae
  - †Proherodius (Unteres Eozän) – ein Presbyornithide?
  - †Paranyroca (Early Miocene) – Anatidae oder eigene Familie?
- Anhimidae – Wehrvögel
  - †Chaunoides
- †Dromornithidae – australische Mihirungs oder "Dämonenenten". Die letzte Gattung (Genyornis) wurde noch von Menschen angetroffen.
  - Barawertornis (Oberes Oligozän – Unteres Miozän)
  - Bullockornis (Mittleres Miozän)
  - Ilbandornis (Oberes Miozän)
  - Dromornis (Oberes Miozän – Pliozän)
- Anseranatidae – Spaltfußgänse
  - Anseranatidae gen. et sp. nov (Oberes Oligozän)
- †Presbyornithidae
  - Presbyornis (Paläozän – Unteres Oligozän)
  - Headonornis – nur BMNH PAL 30325 gehört zu diesem Vogel, möglicherweise ein Presbyornis.
  - Telmabates
- Anatidae – Enten, Gänse und Schwäne
  - †Eonessa (Eozän)
  - †Cygnavus (Unteres Oligozän – Unteres Miozän)
  - †Cygnopterus (Mittleres Oligozän – Unteres Miozän) – manchmal unter Cygnavus geführt
  - †Guguschia (Oligozän)
  - †Mionetta (oberes Oligozän – unteres Miozän) – umfasst "Anas" blanchardi, "A." consobrina und "A." natator
  - †Dunstanetta (Unteres/Mittleres Miozän)
  - †Manuherikia (Unteres/Mittleres Miozän)
  - †Matanas (Unteres/Mittleres Miozän)
  - †Miotadorna (Unteres/Mittleres Miozän)
  - †Megalodytes (Mittleres Miozän)
  - †Sinanas (Mittleres Miozän)
  - †Anserobranta (Oberes Miozän) – schließt "Anas" robusta mit ein, zweifelhafter Status
  - †Dendrochen (Oberes Miozän) – umfasst "Anas" integra
  - †Presbychen (Oberes Miozän)
  - †Afrocygnus (Oberes Miozän? – Unteres Pliozän)
  - †Balcanas (Unteres Pliozän) – gehört eventuell zu Tadorna
  - †Wasonaka (Mittleres Pliozän)
  - †Paracygnus (Oberes Pliozän)
  - †Anabernicula (Oberes Pliozän? – Oberes Pleistozän)
  - †Eremochen (Pliozän)
  - †Brantadorna (Mittleres Pleistozän)
  - †Nannonetta (Oberes Pleistozän von Peru)
  - †Aldabranas (Oberes Pleistozän)
  - †Archaeocygnus (Pleistozän)
  - Taxa ungeklärter Stellung
    - "Anas" luederitzensis (Unteres Miozän der Kalahari, Lüderitzbucht, Namibia)
    - "Oxura" doksana (Unteres Miozän)
    - Anatidae gen. et sp. indet. MNZ S42797 (Unteres/Mittleres Miozän)
    - "Aythya" chauvirae (Mittleres Miozän) – 2 Arten
    - "cf. Megalodytes" (Mittleres Miozän)
    - Anatidae gen. et sp. indet. (Mittleres Miozän) – mehrere Arten
    - "Anas" meyerii (Mittleres Miozän)
    - "Anas" velox (Mittleres – Oberes? Miozän) – umfasst womöglich "A." meyerii
    - "Anas" isarensis (Oberes Miozän von Aumeister, Deutschland)
    - Anatidae gen. et sp. indet. (Oberes Miozän)
    - "Anas" eppelsheimensis (Unteres Pliozän von Eppelsheim, Deutschland)
    - "Chenopis" nanus (Pleistozän) – mindestens 2 Taxa, möglicherweise noch lebende Arten

  - Rezente oder vor kurzem erloschene Gattungen
    - Somateria (Mittleres Oligozän? – rezent)
    - Bucephala (Mittleres Miozän – rezent)
    - Clangula (Mittleres Miozän – rezent)
    - Cygnus (Oberes Miozän – rezent)
    - Histrionicus (Mittleres Miozän – rezent) – schließt Ocyplonessa mit ein
    - Mergus (Mittleres Miozän – rezent)
    - Anas (Oberes Miozän – rezent)
    - Anser (Oberes Miozän – rezent) – umfasst Heterochen
    - Branta (Oberes Miozän – rezent)
    - Oxyura (Oberes Pliozän/Unteres Pleistozän – rezent)
    - Aythya (Unteres Pleistozän – rezent)
    - Chendytes (Unteres Pleistozän – Holozän)
    - Lophodytes (Oberes Pleistozän – rezent)
    - Neochen (Oberes Pleistozän – rezent)

#### Galliformes– Hühnervögel
Die Gruppe umfasst das Haushuhn und dessen Verwandte.
- Taxa ungeklärter Stellung
  - †Austinornis (Oberkreide) – vorübergehend hier eingeordnet; vormals als Graculavus/Ichthyornis/Pedioecetes lentus bezeichnet
  - †Procrax (Mittleres Eozän? – Unteres Oligozän) – ein Cracide? Ein Gallinuloidide?
  - †Palaeortyx (Mittleres Eozän – Unteres Miozän) – ein Phasianide oder ein Odontophoride
  - †Palaeonossax (Oberes Oligozän) – ein Cracide?
  - †Taoperdix (Oberes Oligozän)
  - †Archaealectrornis (Oligozän) – ein Phasianide?
  - †Galliformes gen. et sp. indet. MCZ 342506 (Oligozän) – vormals unter Gallinuloides; ein Phasianide?
  - †Archaeophasianus (Oligozän? – Oberes Miozän) – ein Tetraonide oder ein Phasianide
  - †Palaealectoris (Unteres Miozän) – ein Tetraonide?
  - †Linquornis (Mittleres Miozän)
  - †Shandongornis (Mittleres Miozän)
  - †"Cyrtonyx" tedfordi (Oberes Miozän)
- †Gallinuloididae
  - Gallinuloides (Unteres/Mittleres Eozän)
  - Paraortygoides (Unteres Eozän des London Clay, Walton-on-the-Naze, England – Mittleres Eozän von Messel, Deutschland)
- †Paraortygidae
  - Pirortyx
  - Paraortyx
- †Quercymegapodiidae
  - Quercymegapodius (Mittleres Eozän – Unteres Oligozän)
  - Taubacrex (Oberes Oligozän/Unteres Miozän von Brasilien)
  - Ameripodius (Oberes Oligozän – Unteres Miozän von Brasilien und Frankreich)
- Megapodidae – Großfußhühner
  - †Ngawupodius
  - Prähistorische Arten rezenter Gattungen
    - Leipoa gallinacea – ehemals Progura
- Cracidae – Hokkohühner
  - †Boreortalis (Unteres Miozän) – möglicherweise mit Ortalis identisch
  - Rezente im Fossilbericht vorkommende Gattungen
    - Ortalis (Unteres Miozän – rezent)
- Phasianidae – Fasanenartige (Fasane, Wachteln, Rebhühner, Truthühner und andere Bodenvögel)
  - †Amitabha (Mittleres Eozän der Bridger-Formation, Forbidden City, USA)
  - †Schaubortyx (Mittleres Eozän – Unteres Oligozän)
  - †Rhegminornis (Unteres Miozän von Bell, USA)
  - †Proagriocharis (Oberes Miozän der Kimball-Formation/Unteres Pliozän des Lime Creek, USA)
  - †Chauvireria (Oberes Pliozän von Varshets, Bulgarien)
  - †Palaeocryptonyx (Oberes Pliozän von Südwesteuropa)
  - †Miogallus
  - †Miophasianus
  - †Palaeoperdix
  - †Pliogallus
  - †Plioperdix
  - Taxa ungeklärter Stellung
    - "Tympanuchus" stirtoni (Unteres Miozän)
    - Tetraoninae gen. et sp. indet. (Mittleres Miozän der Sajóvölgyi-Formation, Mátraszõlõs, Ungarn)
    - Meleagridae gen. et sp. indet. (Oberes Miozän des Westmoreland County, USA)
    - "Tympanuchus" lulli (Pleistozän? von New Jersey)

  - Rezente im Fossilbericht vorkommende Gattungen
    - Coturnix (Oberes Oligozän – rezent)
    - Gallus (Oberes Miozän/Unteres Pliozän – rezent)
    - Meleagris (Unteres Pliozän – rezent)
    - Pavo (Unteres Pliozän – rezent)
    - Francolinus (Oberes Pliozän – rezent)
    - Perdix (Unteres Pleistozän – rezent)
    - Dendragapus (Oberes Pleistozän – rezent)
    - Alectoris

  - Zusätzliche prähistorische Arten rezenter Gattungen
    - Lagopus atavus (Oberes Pliozän)
    - Lagopus balcanicus (Oberes Pliozän von Varshets, Bulgarien)
    - Tetrao partium (Oberes Pliozän – Unteres Pleistozân)
    - Tetrao praeurogallus (Unteres Pleistozän)
    - Tetrao conjugens
    - Tetrao macropus
    - Tetrao rhodopensis
    - Bonasa praebonasia
    - Prähistorische Unterarten rezenter Arten
      - Lagopus lagopus noaillensis
      - Lagopus mutus correzensis
- Odontophoridae – Neuweltwachteln
  - †Nanortyx (Unteres Oligozän der Cypress Hills-Formation, North Calf Creek, Kanada)
  - †Miortyx (Unteres Miozän der Rosebud-Formation, Flint Hill, USA)
  - †Neortyx (Unteres Pleistozän von Reddick, USA)
  - Taxa ungeklärter Stellung
    - †Odontophoridae gen. et sp. indet. KUVP 9393 (Unteres/Mittleres Oligozän der White River-Formation, Logan County, USA)

  - Prähistorische Arten rezenter Gattungen
    - Cyrtonyx cooki (Oberes Miozän? des Upper Sheep Creek, USA)
    - Callipepla? shotwelli (Mittleres Pliozän des McKay Reservoirs, USA) – vormals Lophortyx
    - Colinus hibbardi (Oberes Pliozän der Rexroad-Formation, Rexroad, USA)
    - Colinus sp. (Oberes Pliozän von Benson, USA)
    - Colinus suilium (Unteres Pleistozän der südöstlichen USA)
    - Dendrortyx? sp. (Oberes Pleistozän der San Josecito-Höhle, Mexiko)

#### Charadriiformes– Regenpfeiferartige
Möwen, Alkenvögel und andere Limikole
- Taxa basaler und ungeklärter Stellung
  - †Charadriiformes gen. et sp. indet. (Oberkreide) – Burhinide? basal?
  - †"Morsoravis" (Oberes Paläozän/Unteres Eozän) – ein nomen nudum?
  - †Jiliniornis (Mittleres Eozän) – ein Charadriidae?
  - †Boutersemia (Unteres Oligozän) – ein Glareolide?
  - †Turnipax (Unteres Oligozän) – ein Turnicide?
  - †Elorius (Unteres Miozän)
  - †"Larus" desnoyersii (Unteres Miozän von Südostfrankreich) – ein Laride? Ein Stercoraride?
  - †"Larus" pristinus (Unteres Miozän der John Day-Formation, Willow Creek, USA) – ein Laride?
  - †Charadriiformes gen. et spp. indet. (Unteres/Mittleres Miozän) – verschiedene Arten, darunter wahrscheinlich ein Laride
  - †Charadriiformes gen. et sp. indet. (Mittleres Miozän)
  - †"Totanus" teruelensis (Oberes Miozän von Los Mansuetos, Spanien) – ein Scolopacide? Ein Laride?
  - †"Actitis" balcanica (Oberes Pliozän von Varshets, Bulgarien) – ein Scolopacide? Ein Charadriidae?
- Scolopacidae – Schnepfenvögel
  - †Paractitis (Unteres Oligozän)
  - Taxa ungeklärter Stellung
    - Scolopacidae gen. et sp. indet. (Mittleres – Oberes Miozän)
    - Scolopacidae gen. et sp. indet. (Unteres Pliozän)

  - Rezente im Fossilbericht vorkommende Gattungen
    - Limosa (Oberes Eozän? – rezent)
    - Tringa (Oberes Eozän/Unteres Oligozän? – rezent) – schließt Totanus mit ein
    - Bekassinen (Oberes Miozän/Unteres Pliozän – rezent)
    - Scolopax (Unteres/Mittleres Pliozän? – rezent)
    - Phalaropus (Mittleres Pliozän – rezent)
    - Actitis (Oberes Pliozän – rezent)
    - Numenius (Oberes Pleistozän – rezent) – schließt Palnumenius mit ein
- Jacanidae – Blatthühnchen
  - †Nupharanassa (Unteres Oligozän)
  - †Janipes
  - Prähistorische Arten rezenter Gattungen
    - †Jacana farrandi
- Laridae – Möwen
  - †Laridae gen. et sp. indet. (Unteres Oligozän)
  - †Laricola (Oberes Oligozän/Unteres Miozän) – ein Laride? Vormals "Larus" elegans und "L." totanoides
  - †Gaviota (Mittleres/Oberes Miozän)
  - Rezente im Fossilbericht vorkommende Gattungen
    - Larus (Mittleres Miozän – rezent)
- Alcidae – Alkenvögel
  - †Hydrotherikornis (Oberes Eozän von Oregon, USA)
  - †Miocepphus (Mittleres Miozän der zentralöstlichen USA)
  - †Alcodes (Oberes Miozän des Orange County, USA)
  - †Praemancalla (Oberes Miozän – Oberes Pliozän des Orange County, USA)
  - †Mancalla (Oberes Miozän – Unteres Pleistozän des westlichen Nordamerika)
  - Rezente im Fossilbericht vorkommende Gattungen
    - Cepphus (Oberes Miozän – rezent)
    - Cerorhinca (Oberes Miozän – rezent)
    - Uria (Oberes Miozän – rezent)
    - Aethia  (Oberes Miozän – rezent)
    - Alca (Oberes Miozän/Unteres Pliozän – rezent)
    - Synthliboramphus (Oberes Miozän/Unteres Pliozän- rezent)
    - Fratercula (Unteres Pliozän – rezent)
    - Pinguinus (Unteres Pliozän – rezent)
    - Brachyramphus (Oberes Pliozän – rezent)
    - Ptychoramphus (Oberes Pliozän – rezent)
- Stercorariidae – Raubmöwen
  - Prähistorische Arten rezenter Gattungen
    - Stercorarius sp. (Mittleres Miozän)
    - Stercorarius shufeldti (Mittleres Pleistozän des Fossil Lake, Oregon, USA)
    - Prähistorische Unterarten rezenter Arten
      - Stercorarius pomarinus philippi
- Glareolidae – Brachschwalbenartige
  - †Paractiornis (Unteres Miozän der Agate Fossil Beds, Sioux County, USA)
  - †Mioglareola (Unteres Miozän von Tschechien) – vormals "Larus" dolnicensis
  - Prähistorische Arten rezenter Gattungen
    - Glareola neogena
- Burhinidae – Triele
  - Prähistorische Arten rezenter Gattungen
    - Burhinus lucorum (Unteres Miozän)
    - Burhinus aquilonaris
    - Burhinus sp. (Kuba, Karibik)
    - Burhinus sp. (Oberes Pleistozän von Las Higueruelas, Spanien)
    - Prähistorische Unterarten rezenter Arten
      - Burhinus bistriatus nanus (Bahamas, Karibik)
- Charadriidae – Regenpfeifer
  - †Limicolavis (Unteres Miozän der John Day Fossil Beds, Malheur County, USA)
  - †Viator (Oberes Pleistozän von Talara, Peru) – möglicherweise identisch mit Vanellus (oder Belanopteryx, falls gültig)
  - Rezente im Fossilbericht vorkommende Gattungen
    - Vanellus (Oberes Pleistozän – rezent) – schließt Belanopteryx mit ein

  - Zusätzliche prähistorische Arten rezenter Gattungen
    - Oreopholus orcesi
- Recurvirostridae – Säbelschnäbler
  - Rezente im Fossilbericht vorkommende Gattungen
    - Himantopus (Oberes Miozän – rezent)

  - Zusätzliche prähistorische Arten rezenter Gattungen
    - Recurvirostra sanctaeneboulae

#### †Gastornithiformes

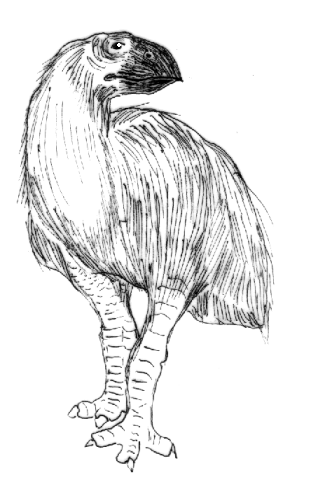
Rekonstruktion von Diatryma, Gastornis sp.

Die Diatrymas sind eine Gruppe flugunfähiger Vögel aus dem Paläozän, deren Zuordnung noch nicht geklärt ist. Sie werden üblicherweise zu den Gruiformes gestellt, gelten aber mittlerweile als eigene Ordnung, die näher bei den Anseriformes anzusiedeln ist.
- Gastornithidae
  - Gastornis (Oberes Paläozän – Mittleres Eozän) – schließt Diatryma mit ein
  - Gasthornithidae gen. et sp. indet. YPM PU 13258 (Unteres Eozän) – womöglich eine Jungform von Gastornis giganteus
  - "Diatryma" cotei (Mittleres – Oberes Eozän)
  - Zhongyuanus

#### Gruiformes– Kranichvögel
Diese Gruppe umfasst die heutigen Rallenvögel und die Kraniche. Wahrscheinlich paraphyletisch.
- Taxa ungeklärter Stellung
  - †Propelargus (Oberes Eozän/Unteres Oligozän) – ein Cariamide oder ein Idiornithide
  - †Rupelrallus (Unteres Oligozän) – ein Rallide? Ein Parvigruide?
  - †Badistornis (Mittleres Oligozän) – ein Aramide?
  - †Probalearica (Oberes Oligozän? – Mittleres Pliozän) – ein Gruide? Ein nomen dubium?
  - †"Gruiformes" gen. et sp. indet. MNZ S42623 (Unteres/Mittleres Miozän) – Aptornithidae?
  - †Aramornis (Mittleres Miozän) – ein Gruide? Ein Aramide?
  - †Euryonotus (Pleistozän) – ein Rallide?
  - †Occitaniavis – ein Cariamide oder ein Idiornithide, schließt Geranopsis elatus mit ein
- †Parvigruidae
  - Parvigrus (Unteres Oligozän von Pichovet, Frankreich)
- †Songziidae – möglicherweise ein nomen nudum
  - Songzia (Eozän) – möglicherweise ein nomen nudum
- Rallidae – Rallenvögel
  - †Eocrex (Unteres Eozän)
  - †Palaeorallus (Unteres Eozän)
  - †Parvirallus (Unteres – Mittleres Eozän)
  - †Aletornis (Mittleres Eozän) – schließt Protogrus mit ein
  - †Fulicaletornis (Mittleres Eozän)
  - †Latipons (Mittleres Eozän)
  - †Ibidopsis (Oberes Eozän)
  - †Quercyrallus (Oberes Eozän – ? Oberes Oligozän)
  - †Belgirallus (Unteres Oligozän)
  - †Rallicrex (Mittleres/Oberes Oligozän)
    - Rallicrex kolozsvarensis

  - †Palaeoaramides (Oberes Oligozän/Unteres Miozän – Oberes Miozän)
  - †Paraortygometra (Oberes Oligozän/?Unteres Miozän -? Mittleres Miozän)
  - †Pararallus (Oberes Oligozän? – Oberes Miozän) – gehört womöglich zu den Palaeoaramides
  - †Miofulica (Mittleres Miozän)
  - †Youngornis (Mittleres Miozän)
  - †Miorallus (Mittleres – Oberes Miozän)
  - †Creccoides (Oberes Pliozän / Unteres Pleistozän)
  - Taxa ungeklärter Stellung
    - Rallidae gen. et sp. indet. (Oberes Oligozän)
    - Rallidae gen. et spp. indet. (Unteres/Mittleres Miozän) – mehrere Arten
    - Rallidae gen. et sp. indet. (Mittleres Miozän)
    - Rallidae gen. et sp. indet. (Oberes Miozän)
    - Rallidae gen. et sp. indet. UMMP V55013/-14; UMMP V55012/V45750/V45746 (Oberes Pliozän)
    - Rallidae gen. et sp. indet. UMMP V29080 (Oberes Pliozän)
    - Rallidae gen. et sp. indet. (Bermuda, westlicher Atlantik)

  - Rezente im Fossilbericht vorkommende Gattungen
    - Gallinula (Oberes Oligozän – rezent)
    - Rallus (Mittleres Miozän – rezent) – schließt Epirallus mit ein
      - † Rallus philippsi (Oberes Pliozän)

    - Porzana (Mittleres? Miozän – rezent)
    - Fulica (Unteres Pliozän – rezent)

  - Zusätzliche prähistorische Arten rezenter Gattungen
    - Coturnicops avita (Oberes Pliozän der Glenns Ferry-Formation, Hagerman, USA)
    - Laterallus insignis (Oberes Pliozän der Rexroad-Formation, Rexroad, USA)
    - Laterallus sp. (Oberes Pliozän des Macasphalt Shell Pit, USA)
- †Eogruidae
  - Eogrus (Mittleres/Oberes Eozän der Irdin Manha-Formation – Oberes Miozän/Unteres Pliozän der Tung Gur-Formation, Mongolei)
  - Sonogrus (Oberes Eozän/Unteres Oligozän der Ergilin Dzo-Formation, Khor Dzan, Mongolei)
- †Ergilornithidae – gehören womöglich zu den Eogruidae
  - Ergilornis (Unteres/Mittleres Oligozän von Ergil-Obo, Mongolei)
  - Proergilornis (Unteres/Mittleres Oligozän von Ergil-Obo, Mongolei)
  - Amphipelargus
  - Urmiornis – gehört möglicherweise zu Amphipelargus
- Gruidae – Kraniche
  - †Palaeogrus (Mittleres Eozän von Deutschland und Italien – Mittleres Miozän von Frankreich)
  - †Camusia (Oberes Miozän von Menorca, Mittelmeerraum)
  - †Pliogrus (Unteres Pliozän von Eppelsheim, Deutschland)
  - Taxa ungeklärter Stellung
    - Gruidae gen. et sp. indet. – ehemals Grus conferta (Oberes Miozän/Unteres Pliozän des Contra Costa County, USA)

  - Rezente im Fossilbericht vorkommende Gattungen
    - Balearica (Unteres Miozän – rezent) – schließt Basityto und Grus excelsa/Ornithocnemis excelsus mit ein
    - Grus (Mittleres/Oberes Miozän – rezent)
- †Messelornithidae – Vögel von Messel
  - Itardiornis
  - Messelornis
    - Messelornis cristata (Eozän der Grube Messel, Deutschland)
- †Salmilidae
  - Salmila
- †Ameghinornithidae
  - Strigogyps – schließt wahrscheinlich Aenigmavis und Ameghinornis mit ein
- †Geranoididae
  - Eogeranoides (Unteres Eozän der Willwood-Formation, Foster Gulch, USA)
  - Geranoides (Unteres Eozän der Willwood-Formation, South Elk Creek, USA)
  - Palaeophasianus (Unteres Eozän der Willwood-Formation, Bighorn County, USA)
  - Paragrus (Unteres Eozän der zentralwestlichen USA)
  - Geranodornis (Mittleres Eozän der Bridger-Formation, Church Buttes, USA)
- †Bathornithidae
  - Eutreptornis (Oberes Eozän der Uinta-Formation, Ouray Agency, USA)
  - Neocathartes (Oberes Eozän)
  - Palaeogyps (Unteres Oligozän des zentralwestlichen Nordamerikas)
  - Bathornithidae gen. nov. (Unteres – Mittleres Oligozän der zentralen USA) – ehemals Bathornis celeripes und B. cursor
  - Paracrax (Unteres/Mittleres Oligozän von Gerry's Ranch, USA – Oberes Oligozän der Brule-Formation, South Dakota, USA) – schließt Oligocorax/Phalacrocorax mediterraneus mit ein
  - Bathornis (Unteres Oligozän – Unteres Miozän der zentralen USA)

- †Idiornithidae

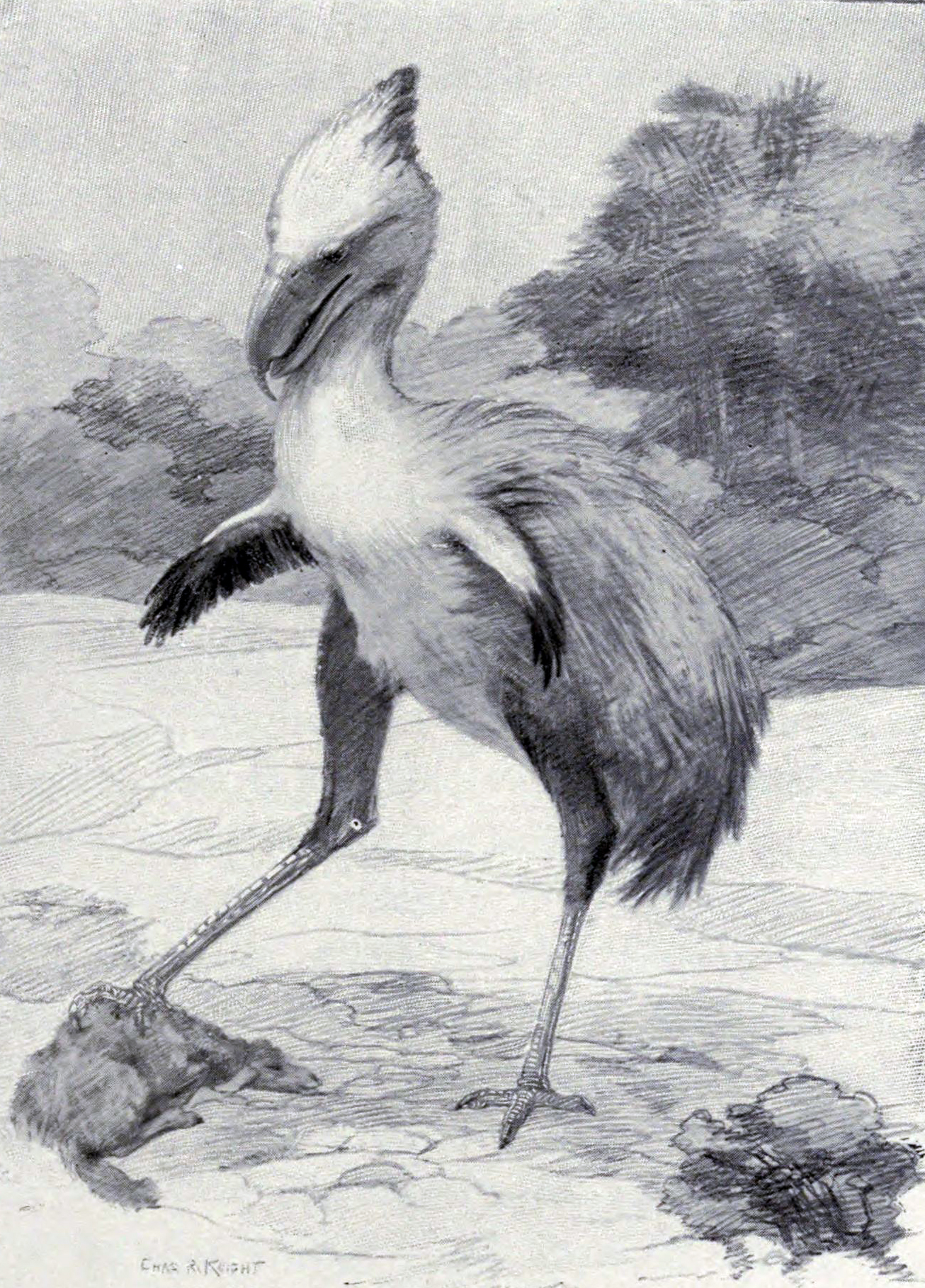
Rekonstruktion des berühmten „Terrorvogels“ Phorusrhacos longissimus.

  - Idiornis (Mittleres Eozän von Messel, Deutschland ?- Mittleres Oligozän der Quercy Phosphorite, Quercy, Frankreich)
  - Gypsornis (Oberes Eozän der Montmartre-Formation, Montmartre, Frankreich)
  - Oblitavis
- †Phorusrhacidae – Terrorvögel
  - Paleopsilopterus (Mittleres Paläozän)
  - Andrewsornis (Mittleres – Oberes Oligozän)
  - Physornis (Mittleres – Oberes Oligozän)
  - Psilopterus (Mittleres Oligozän – Oberes Miozän)
  - Paraphysornis (Oberes Oligozän/Unteres Miozän)
  - Brontornis (Unteres – Mittleres Miozän)
  - Patagornis (Unteres – Mittleres Miozän)
  - Phorusrhacos (Unteres – Mittleres Miozän)
  - Andalgalornis (Oberes Miozän – Unteres Pliozän)
  - Devincenzia (Oberes Miozän – Unteres Pliozän)
  - Procariama (Oberes Miozän – Unteres Pliozän)
  - Mesembriornis (Oberes Miozän – Oberes Pliozän)
  - Titanis (Unteres – Oberes Pliozän)
- Cariamidae – Seriemas
  - Prähistorische Arten rezenter Gattungen
    - Chunga incerta
- Otididae – Trappen
  - †Gryzaja
  - Prähistorische Arten rezenter Gattungen
    - Otis khosatzkii (Oberes Pliozän von Varshets, Bulgarien)
    - Chlamydotis affinis

#### Phoenicopteriformes– Flamingos
- Taxa ungeklärter Stellung
  - †Phoeniconotius (Oberes Oligozän der Etadunna-Formation/Unteres Miozän des Lake Pitikanta, Australien)
- †Palaelodidae – Schwimmende Flamingos
  - Adelalopus (Unteres Oligozän der Borgloon-Formation, Hoogbutsel, Belgien)
  - Palaelodus (Mittleres Oligozän -? Mittleres Pleistozän)
  - Megapaloelodus (Oberes Oligozän – Unteres Pliozän)
- Phoenicopteridae – Flamingos
  - †Elornis (Mittleres ? Eozän – Unteres Oligozän) – schließt Actiornis mit ein
  -  Taxa ungeklärter Stellung
    - Phoenicopteridae gen. et sp. indet. (Mittleres? – Oberes Miozän)

  - Rezente im Fossilbericht vorkommende Gattungen
    - Phoenicopterus (Mittleres Oligozän – rezent)

#### Podicipediformes– Lappentaucher
- Podicipedidae – Lappentaucher
  - †Miobaptus (Unteres Miozän)
  - †Thiornis (Oberes Miozän -? Unteres Pliozän)
  - †Pliolymbus (Oberes Pliozän – Unteres? Pleistozän)
  - Taxa ungeklärter Stellung
    - Podicipedidae gen. et sp. indet. (Oberes Pliozän) – ehemals unter Podiceps parvus geführt
    - Podicipedidae gen. et sp. indet. UMMP 49592, 52261, 51848, 52276, KUVP 4484 (Oberes Pliozän)
    - Podicipedidae gen. et sp. indet. (Oberes Pliozän/Unteres Pleistozän)

  - Rezente im Fossilbericht vorkommende Gattungen
    - Podiceps (Oberes Oligozän/Unteres Miozän – rezent)
    - Aechmophorus (Oberes Pliozän – rezent)
    - Podilymbus (Oberes Pliozän – rezent)

#### Ciconiiformes– Schreitvögel
Diese vielseitige Gruppe enthält Störche, Reiher und Neuweltgeier.
- Taxa ungeklärter Stellung
  - †Proplegardis (Unteres Eozän des London Clay, England) – ein Threskiornithidae?
  - †"Teratornis" olsoni – ein Teratornithide?
- Ardeidae – Reiher
  - †Proardea (Oberes Eozän ?- Oberes Oligozän)
  - †Xenerodiops (Unteres Oligozän)
  - †Zeltornis (Unteres Miozän)
  - †Ardeagradis
  - †Calcardea
  - †Proardeola – möglicherweise identisch mit Proardea
  - Taxa ungeklärter Stellung
    - "Anas" basaltica (Oberes Oligozän)

  - Rezente im Fossilbericht vorkommende Gattungen
    - Nycticorax (Unteres Oligozän – rezent)
    - Ardea (Mittleres Miozän – rezent)
    - Egretta (Oberes Miozän/Unteres Pliozän – rezent)
    - Butorides (Unteres Pleistozän – rezent)
    - Botaurus
- Scopidae – Hammerköpfe
  - Prähistorische Arten rezenter Gattungen
    - Scopus xenopus
- Threskiornithidae – Ibise
  - †Threskiornithidae gen. et sp. indet. NMMP-KU 1301 (Mittleres Eozän der Pondaung-Formation, Paukkaung, Myanmar) – ein Threskiornithidae?
  - †Rhynchaeites
  - Prähistorische Arten rezenter Gattungen
    - Plegadis paganus (Oberes Oligozän/Unteres Miozän von Frankreich) – ehemals Eudocimus
    - Plegadis gracilis (Oberes Pliozän der zentralwestlichen USA)
    - Plegadis pharangites (Oberes Pliozän der zentralwestlichen USA)
    - Theristicus wetmorei
    - Eudocimus leiseyi
    - Eudocimus ?peruvianus
    - Eudocimus sp. (Florida)
- †Teratornithidae – Teratornithide
  - Argentavis (Oberes Miozän)
  - Aiolornis (Unteres Pliozän – Oberes Pleistozän)
  - Cathartornis
- Cathartidae – Neuweltgeier
  - †Diatropornis (Oberes Eozän/Unteres Oligozän -? Mittleres Oligozän)
  - †Phasmagyps (Unteres Oligozän)
  - †Brasilogyps (Oberes Oligozän – Unteres Miozän)
  - †Hadrogyps (Mittleres Miozän)
  - †Pliogyps (Oberes Miozän – Oberes Pliozän)
  - †Perugyps (Oberes Miozän/Unteres Pliozän)
  - †Dryornis (Unteres – Oberes? Pliozän) – gehört womöglich zur modernen Gattung Vultur
  - †Aizenogyps (Oberes Pliozän)
  - †Breagyps (Oberes Pleistozän)
  - †Geronogyps (Oberes Pleistozän)
  - †Wingegyps (Oberes Pleistozän)
  - †Parasarcoramphus
  - Taxa ungeklärter Stellung
    - Cathartidae gen. et sp. indet. (Oberes Oligozän der Mongolei)
    - Cathartidae gen. et sp. indet. (Oberes Miozän/Unteres Pliozän der Lee Creek Mine, USA)
    - Cathartidae gen. et sp. indet. (Mittleres Pliozän Argentiniens)
    - Cathartidae gen. et sp. indet. (Kuba)

  - Rezente im Fossilbericht vorkommende Gattungen
    - Sarcoramphus (Mittleres Pliozän ? – rezent)
    - Gymnogyps (Unteres Pleistozän – rezent)
    - Vultur (Pliozän – rezent) – umstrittene Stellung
- Balaenicipitidae – Schuhschnäbel
  - †Goliathia (Oberes Eozän/Unteres Oligozän Ägyptens)
  - †Paludavis (Oberes Miozän Tunesiens und Pakistans)
- Ciconiidae – Störche
  - †Palaeoephippiorhynchus (Unteres Oligozän von Fayyum, Ägypten)
  - †Grallavis (Unteres Miozän von Saint-Gérand-le-Puy, Frankreich und Djebel Zelten, Libyen) – möglicherweise identisch mit Prociconia
  - †Prociconia (Oberes Pleistozän Brasiliens) – gehört eventuell zur modernen Gattung Jabiru oder Ciconia
  - †Pelargosteon (Unteres Pleistozän)
  - Taxa ungeklärter Stellung
    - Ciconiidae gen. et sp. indet. – vormals Aquilavus/Cygnus bilinicus (Unteres Miozän)
    - Ciconiidae gen. et sp. indet. (Oberes Miozän)
    - cf. Leptoptilos gen. et sp. indet. – vormals L. siwalicensis (Oberes Miozän? – Oberes Pliozän)
    - Ciconiidae gen. et sp. indet. (Oberes Pleistozän) – Ciconia oder Mycteria?

  - Rezente im Fossilbericht vorkommende Gattungen
    - Ciconia (Unteres Miozän? – rezent) – schließt Xenorhynchus mit ein
    - Mycteria (Mittleres Miozän – rezent)
    - Ephippiorhynchus (Oberes Miozän – rezent)
    - Leptoptilos (Oberes Miozän – rezent) – schließt Cryptociconia mit ein
    - Jabiru (Unteres Pliozän – rezent)

#### Pelecaniformes– Ruderfüßer
Diese Gruppe umfasst die modernen Pelikane und Kormorane. Sie dürfte paraphyletisch sein. Der Zweig der Tropikvögel gehört nicht zu dieser Gruppe, verwandtschaftliche Beziehungen zu den Procellariiformes und den Sphenisciformes müssen noch ausführlicher untersucht werden.
- Basale und ungeklärte Taxa
  - †"Sula" ronzoni (Unteres Oligozän von Ronzon, Frankreich) – vormals Mergus und Prophalacrocorax
- †Prophaethontidae
  - Lithoptila (Oberes Paläozän des Ouled-Abdoun-Beckens, Marokko)
  - Prophaethon (Unteres Eozän)
- Phaethontidae – Tropikvögel
  - †Heliadornis
- Fregatidae – Fregattvögel
  - †Limnofregata (Unteres Eozän)
- Sulidae – Tölpel
  - †Masillastega (Mittleres Eozän)
  - †Eostega (Mittleres/Oberes Eozän)
  - †Empheresula (Oberes Oligozän – Mittleres Miozän)
  - †Microsula (Oberes Oligozän – Mittleres Miozän)
  - †Sarmatosula (Mittleres Miozän)
  - †Miosula (Oberes Miozän)
  - †Palaeosula (?Unteres Pliozän)
  - †Rhamphastosula (Unteres Pliozän)
  - Taxa ungeklärter Stellung
    - Sulidae gen. et sp. indet. (Oberes Oligozän von Thalberg, Deutschland)

  - Rezente im Fossilbericht vorkommende Gattungen
    - Morus (Unteres Miozän – rezent)
    - Sula (Mittleres Pliozän – rezent)
- Phalacrocoracidae – Kormorane und Scharben
  - †Nectornis (Oberes Oligozän?/Unteres Miozän Zentraleuropas – Mittleres Miozän von Bes-Konak, Türkei) – schließt Oligocorax miocaenus mit ein
  - †"Valenticarbo" (Oberes Pliozän/Unteres Pleistozän) – ein nomen dubium
  - Taxa ungeklärter Stellung
    - †"Oligocorax" sp. (Oberes Oligozän von Enspel, Deutschland)

  - Rezente im Fossilbericht vorkommende Gattungen
    - Phalacrocorax (Oligozän ?- rezent) – womöglich mehrere Gattungen. Schließt Australocorax, Miocorax und Pliocarbo mit ein
- †Plotopteridae
  - Phocavis
  - Tonsala
  - Copepteryx
  - Plotopterum
- †Protoplotidae
  - Protoplotus (Paläozän? – Mittleres Eozän von Sumatra)
- Anhingidae – Schlangenhalsvögel
  - †Meganhinga (Unteres Miozän)
  - †Macranhinga (Mittleres/Oberes Miozän -? Unteres Pliozän)
  - †Anhingidae gen. et sp. indet. (Mittleres/Oberes Miozän)
  - †Giganhinga (Oberes Pliozän/Unteres Pleistozän)
  - Rezente im Fossilbericht vorkommende Gattungen
    - Anhinga (Unteres Miozän – rezent)
- †Pelagornithidae
  - Dasornis (Unteres Eozän des London Clay, England)
  - Macrodontopteryx (Unteres Eozän des London Clay, England)
  - Odontopteryx (Unteres Eozän des London Clay, England)
  - Pseudodontornis (Unteres Eozän des London Clay, England)
  - Gigantornis (Mittleres Eozän von Nigeria)
  - Cyphornis (Eozän von Vancouver, Canada)
  - Osteodontornis (Unteres Oligozän – Pliozän)
  - Pelagornis
    - Pelagornis miocaenus (Lartet 1857; frühes und mittleres Miozän von Frankreich)
    - Pelagornis mauretanicus (Mourer-Chauviré & Geraada 2008; spätes Pliozän von Marokko)
    - Pelagornis chilensis (Gerald Mayr & Rubilar-Rogers 2010; mittleres Miozän bis frühes Pliozän von Chile)

  - Caspiodontornis
  - Palaeochenoides
  - Tympanoneisiotes
  - Taxa ungeklärter Stellung
    - ?Pelagornithidae gen. et sp. indet. (Mittleres Eozän)
- Pelecanidae – Pelicane
  - †Protopelicanus
  - †Miopelecanus
  - Rezente im Fossilbericht vorkommende Gattungen
    - Pelecanus (Oberes Pliozän – rezent)

#### Procellariiformes– Röhrennasen
Diese Gruppe umfasst die modernen Albatrosse, Sturmvögel und Sturmschwalben.
- Taxa ungeklärter Stellung
  - Primodroma (Unteres Eozän)
- †Diomedeoididae
  - Rupelornis (Unteres Oligozän von Belgien)
  - Diomedeoides (Unteres Oligozän ?-Unteres Miozän Zentraleuropas und Irans) – schließt Frigidafons mit ein, eventuell identisch mit Rupelornis
- Diomedeidae – Albatrosse
  - †Murunkus (Mittleres Eozän)
  - †Plotornis (Unteres – Mittleres Miozän) – schließt "Puffinus" arvernensis mit ein
  - †Tydea (Unteres Oligozän des Nordseebeckens)
  - Taxa ungeklärter Stellung
    - Diomedeidae gen. et sp. indet. (Oberes Oligozän von South Carolina)

  - Rezente im Fossilbericht vorkommende Gattungen
    - Diomedea (Mittleres Eozän – rezent)
    - Phoebastria (Mittleres Miozän – rezent)
    - Thalassarche (Oberes Miozän – rezent)
- Hydrobatidae – Sturmschwalben
  - Prähistorische Arten rezenter Gattungen
    - Oceanodroma hubbsi (Mittleres/Oberes Miozän der Capistrano-Formation, Orange County, USA)
    - Oceanodroma sp.
    - Pelagodroma sp. 1
    - Pelagodroma sp. 2
- Procellariidae – Sturmvögel
  - †Argyrodyptes (Unteres Miozän der Patagonia-Formation, Patagonien, Argentinien)
  - †Pterodromoides
  - Rezente im Fossilbericht vorkommende Gattungen
    - Puffinus (Unteres Oligozän – rezent) – schließt Larus raemdonckii mit ein
    - Fulmarus (Mittleres Miozän – rezent)
    - "Pterodroma" (Pleistozän – rezent)
    - Calonectris
    - Pachyptila
    - Procellaria
- Pelecanoididae – Tauchsturmvögel
  - Rezente im Fossilbericht vorkommende Gattungen
    - Pelecanoides (Unteres/Mittleres Miozän – rezent)

#### Gaviiformes– Seetaucherartige
- Gaviidae – Seetaucher
  - †Colymboides (Oberes Eozän – Unteres Miozän) – schließt Hydrornis mit ein
  - †Petralca (Unteres Miozän von Österreich)[8]
  - Rezente im Fossilbericht vorkommende Gattungen
    - Gavia (Unteres Miozän – rezent)

#### Sphenisciformes– Pinguine
- Taxa basaler und ungeklärter Stellung
  - †Waimanu (Unteres – Oberes Paläozän)
  - †Perudyptes – ein basales Taxon? (Mittleres Eozän)
  - Sphenisciformes gen. et sp. indet. CADIC P 21 (Mittleres Eozän)
- Spheniscidae – Pinguine
  - †Crossvallia (Oberes Paläozän)
  - †Anthropornis (Mittleres Eozän ?- Unteres Oligozän)
  - †Archaeospheniscus (Mittleres Eozän/Oberes Eozän – Oberes Oligozän)
  - †Delphinornis (Mittleres/Oberes Eozän ?- Unteres Oligozän)
  - †Palaeeudyptes (Mittleres/Oberes Eozän – Oberes Oligozän)
  - † Icadyptes (Oberes Eozän)
  - †Pachydyptes (Oberes Eozän)
  - †Marambiornis (Oberes Eozän -? Unteres Oligozän)
  - †Mesetaornis (Oberes Eozän -? Unteres Oligozän)
  - †Tonniornis (Oberes Eozän -? Unteres Oligozän)
  - †Wimanornis (Oberes Eozän -? Unteres Oligozän)
  - †Arthrodytes (Oberes Eozän – Unteres Miozän)
  - †Duntroonornis (Oberes Oligozän)
  - †Korora (Oberes Oligozän)
  - †Platydyptes (Oberes Oligozän)
  - †Chubutodyptes (Unteres Miozän)
  - †Eretiscus (Unteres Miozän von Patagonien)
  - †Paraptenodytes (Unteres – Oberes Miozän/Unteres Pliozän)
  - †Palaeospheniscus (unteres? – Oberes Miozän/Unteres Pliozän)
  - †Anthropodyptes (Mittleres Miozän)
  - †Madrynornis (Oberes Miozän)
  - †Pseudaptenodytes (Oberes Miozän/Unteres Pliozän)
  - †Marplesornis (Pliozän)
  - †Dege
  - †Nucleornis
  - Rezente im Fossilbericht vorkommende Gattungen
    - Pygoscelis (Mittleres/Oberes Miozän – rezent)
    - Spheniscus (Oberes Miozän/Unteres Pliozän – rezent)
    - Aptenodytes (Unteres? Pliozän -rezent)

  - Taxa ungeklärter Stellung
    - Spheniscidae gen. et sp. indet (Oberes Oligozän/Unteres Miozän von Hakataramea, Neuseeland)

#### Pteroclidiformes– Flughühner
- Pteroclididae – Flughühner
  - †Archaeoganga
  - †Leptoganga

#### Columbiformes– Taubenvögel
- Columbidae – Tauben
  - †Gerandia (Unteres Miozän)
  - Taxa ungeklärter Stellung
    - †Columbidae gen. et sp. indet. (Unteres/Mittleres Miozän)

  - Rezente im Fossilbericht vorkommende Gattungen
    - Columba (Unteres Pliozän – rezent)
    - Patagioenas (Unteres Pliozän – rezent)

#### Psittaciformes– Papageien
Unsichere und basale Papageienfossilien:
- †Mopsitta (Unteres Eozän) – ein Psittacide?
- †Psittacopes (Unteres/Mittleres Eozän)
- †Serudaptus – ein Pseudasturide oder ein Psittacide?
- †Pseudasturidae (= Halcyornithidae?)
  - Pseudasturidae FU 125 gen. et sp. indet. (Unteres Eozän)
  - Pseudasturides – vormals Pseudastur
- †Quercypsittidae
  - Quercypsitta (Oberes Eozän)
- Cacatuidae
  - Rezente im Fossilbericht vorkommende Gattungen
    - Cacatua (Unteres Miozän – rezent)
- Psittacidae – eigentliche Papageien
  - †Archaeopsittacus (Oberes Oligozän/Unteres Miozän)
  - †Xenopsitta (Unteres Miozän)
  - †Psittacidae gen. et spp. indet. (Unteres/Mittleres Miozän) – mehrere Arten
  - †Bavaripsitta (Mittleres Miozän)
  - †Psittacidae gen. et sp. indet. (Mittleres Miozän) – irrtümlicherweise zu Pararallus dispar gestellt, schließt "Psittacus" lartetianus mit ein
  - Rezente und vor kurzem ausgestorbene Gattungen
    - Conuropsis (Unteres? Miozän – Holozän)
    - Nandayus (Oberes Pliozän – rezent)
    - Cyanoliseus (Mittleres Pleistozän – rezent)
    - Aratinga (Oberes Pleistozän – rezent)
    - Rhynchopsitta (Oberes Pleistozän – rezent)

#### Opisthocomiformes– Hoatzine
- Opisthocomidae
  - †Hoazinoides (Oberes Miozän)
  - †Hoatzi – womöglich identisch mit Foro

#### Cuculiformes– Kuckucksvögel
Kuckucke, Turakos und Ähnliche.
- Taxa ungeklärter Stellung
  - Cuculiformes gen. et sp. indet. (Unteres Eozän)
- Musophagidae – Turakos
  - †Veflintornis (Mittleres Miozän) – vormals Apopempsis
  - Taxa ungeklärter Stellung
    - Musophagidae gen. et sp. indet. (Oberes Oligozän – Mittleres Miozän des zentralen Westeuropas)
    - "Apopempsis" africanus (Unteres Miozän) – vormals Musophaga, gehört möglicherweise zu Veflintornis
    - Musophagidae gen. et sp. indet. (Ägypten)
- Cuculidae – Kuckucke
  - †Eocuculus (Oberes Eozän)
  - †Dynamopterus (Oberes Eozän/Unteres Oligozän)
  - †Neococcyx (Unteres Oligozän)
  - †Cursoricoccyx (Unteres Miozän)
  - Taxa ungeklärter Stellung
    - Cuculidae gen. et sp. indet. (unteres Pliozän)

#### Accipitriformes– Greifvögel
- Unsichere und basale Taxa
  - †Masillaraptor (Mittleres Eozän von Messel, Deutschland) – basal?
- †Horusornithidae
  - Horusornis (Oberes Eozän)
- Pandionidae – Fischadler
  - Rezente im Fossilbericht vorkommende Gattungen
    - Pandion (Unteres Oligozän – rezent)
- Sagittariidae – Sekretäre
  - †Pelargopappus (Oberes Eozän/Unteres Oligozän – Oberes Oligozän/Unteres Miozän Frankreichs) – vormals Amphiserpentarius/Amynoptilon/Pelargopsis
- Accipitridae – Habichtartige
  - †Milvoides (Oberes Eozän)
  - †Aquilavus (Oberes Eozän/Unteres Oligozän – Unteres Miozän)
  - †Palaeocircus (Oberes Eozän/Unteres Oligozän)
  - †Palaeastur (Unteres Miozän)
  - †Pengana (Unteres Miozän)
  - †Promilio (Unteres Miozän)
  - †Proictinia (Unteres – Oberes Miozän/Unteres Pliozän)
  - †Apatosagittarius (Oberes Miozän)
  - †Palaeoborus (Miozän)
  - †Thegornis (Miozän)
  - †Garganoaetus (Unteres Pliozän)
  - †Neophrontops (Unteres/Mittleres Miozän – Oberes Pleistozän) – vormals als Neophron bezeichnet
  - †Amplibuteo (Oberes Pliozän von Peru – Oberes Pleistozän) – gehört womöglich zur rezenten Gattung Harpyhaliaetus (oder Buteogallus)
  - †Neogyps
  - †Palaeohierax – schließt "Aquila" gervaisii mit ein
  - †Wetmoregyps – vormals Morphnus daggetti
  - Taxa ungeklärter Stellung
    - Accipitridae gen. et sp. indet. AMNH FR 7434 (Unteres Eozän)
    - Accipitridae gen. et sp. indet. (Unteres Oligozän)
    - Accipitridae gen. et sp. indet. (Unteres/Mittleres Miozän)
    - Accipitridae gen. et sp. indet. (Unteres/Mittleres Pliozän) – Parabuteo?
    - Accipitridae gen. et sp. indet. (Oberes Pliozän/Unteres Pleistozän) – Buteo?
    - Accipitridae gen. et sp. indet. (Ägypten)
    - "Aquila" danana (Oberes Miozän/Unteres Pliozän) – vormals auch Geranoaetus oder Buteo

  - Rezente im Fossilbericht vorkommende Arten
    - Haliaeetus (Unteres Oligozän – rezent)
    - Buteo (Mittleres Oligozän – rezent)
    - Aquila (Mittleres? Miozän – rezent)
    - Buteogallus (Mittleres Miozän – rezent) – schließt eventuell Harpyhaliaetus mit ein
    - "Hieraaetus" (Mittleres Miozän – rezent) – wahrscheinlich identisch mit Aquila
    - Milvus (Unteres Pleistozän – rezent)
    - Gyps (Mittleres Pleistozän – rezent)

  - Zusätzliche prähistorische Arten rezenter Gattungen
    - Spizaetus grinnelli (Oberes Pleistozän der Rancho La Brea Tar Pits, Kalifornien, USA) – vormals Geranoaetus oder Buteo
    - Spizaetus pliogryps – vormals Aquila

#### Falconiformes
- Falconidae – Falkenartige
  - †Parvulivenator (Unteres Eozän)
  - †Stintonornis (Unteres Eozän)
  - †Badiostes (Unteres Miozän)
  - †Pediohierax (Mittleres Miozän) – vormals Falco ramenta
  - Taxa ungeklärter Stellung
    - Falconidae gen. et sp. indet. (Oberes Miozän)
    - "Sushkinia" pliocaena (Unteres Pliozän) – gehört womöglich zu Falco?

  - Rezente im Fossilbericht vorkommende Gattungen
    - Falco (Oberes Miozän? – rezent)
    - Milvago (Oberes Pleistozän – rezent)
    - Caracara (Oberes Pleistozän – rezent) – vormals Polyborus

#### Caprimulgiformes– Schwalmartige
Nachtschwalben, Tagschläfer und Ähnliche. Offensichtlich paraphyletisch.
- Taxa ungeklärter Stellung
  - †Paraprefica (Unteres Eozän?) – ein Steatornithide oder ein Nyctibiide
- Steatornithidae – Fettschwalme
  - †Prefica
  - Prähistorische Arten rezenter Gattungen
    - Steatornis sp.
- Podargidae – Eulenschwalme
  - †Masillapodargus
  - †Quercypodargus
- Nyctibiidae – Tagschläfer
  - †Euronyctibius
- Caprimulgidae – Nachtschwalben
  - †Ventivorus

#### Aegotheliformes– Höhlenschwalme
- Aegothelidae
  - †Quipollornis (Unteres/Mittleres Miozän)
  - Rezente im Fossilbericht vorkommende Gattungen
    - Aegotheles (Unteres/Mittleres Miozän – rezent)

#### Apodiformes– Seglervögel
Segler und Kolibris.
- Taxa basaler und ungeklärter Stellung
  - †Primapus (Unteres Eozän) – ein Aegialornithide oder ein Apodide
  - †Parargornis (Mittleres Eozän) – ein Jungornithide, ein Trochilide, basal wie auch Argornis?
  - †Argornis (Oberes Eozän) – ein basales Taxon für Jungornithidae und Trochilidae
  - †Cypselavus (Oberes Eozän – Unteres Oligozän) – ein Aegialornithide oder ein Hemiprocnide
- †Aegialornithidae
  - Aegialornis (Unteres? – Oberes Eozän)
- †Jungornithidae
  - Jungornis (Unteres Oligozän des Nordkaukasus, Russland)
  - Palescyvus
  - Laputavis
- Trochilidae – Kolibris
  - †Eurotrochilus (Unteres Oligozän von Frauenweiler, Deutschland)
  - Taxa ungeklärter Stellung
    - Trochilidae sp. et gen. indet. (Bahamas, Karibik)
    - Trochilidae sp. et gen. indet. (Brasilien)
- Apodidae – Segler
  - †Scaniacypselus (Unteres – Mittleres Eozän)
  - †Procypseloides (Oberes Eozän/Unteres Oligozän – Unteres Miozän)
  - Rezente im Fossilbericht vorkommende Genera
    - Collocalia (Unteres Miozän – rezent)
    - Apus (Mittleres/Oberes Miozän – rezent)
    - Tachornis (Oberes Pleistozän – rezent)

#### Coliiformes– Mausvögel
Mausvögel und Verwandte
- Taxa basaler und ungeklärter Stellung
  - †Chascacocolius (Oberes Paläozän? – Unteres Eozän) – basal? Ein Sandcoleide?
  - †Eocolius (Unteres Eozän) – ein Sandcoleide oder ein Coliide
  - †Selmes (Mittleres Eozän? – Oberes Oligozän) – ein Coliide?, womöglich identisch mit Primocolius
  - †Limnatornis (Unteres Miozän) – ein Coliide? (Urocolius?) Schließt "Picus" consobrinus mit ein
  - †"Picus" archiaci (Unteres Miozän) – Limnatornis? Ein Coliide? (Urocolius?)
  - †Coliiformes gen. et sp. indet. (Oberes Miozän) – Coliide? (Colius, Urocolius?)
  - †Eobucco – ein Sandcoleide?
  - †Uintornis – ein Sandcoleide?
- †Sandcoleidae
  - Anneavis
  - Eoglaucidium
  - Sandcoleus
- Coliidae – Mausvögel
  - †Primocolius (Oberes Eozän/Oligozän)
  - †Oligocolius (Oberes Oligozän)
  - †Masillacolius (Mittleres Eozän)
  - Rezente im Fossilbericht vorkommende Gattungen
  - Colius (Miozän? – rezent)
  - †Necrornis (Mittleres Miozän) – (monotypisch "Necrornis" palustris = Colius palustris)

#### Strigiformes– Eulen
- Taxa basaler und ungeklärter Stellung
  - †Berruornis (Oberes Paläozän) – basal? Ein Sophornithide?
  - †Strigiformes gen. et ap. indet. (Oberes Paläozän)
  - †Palaeoglaux (Mittleres – Oberes Eozän) – eigene Familie Palaeoglaucidae oder Strigidae?
  - †Palaeobyas (Oberes Eozän/Unteres Oligozän) – ein Tytonide? Ein Sophiornithide?
  - †Palaeotyto (Oberes Eozän/Unteres Oligozän) – ein Tytonide?
  - †Strigiformes gen. et spp. indet. (Unteres Oligozän)
- †Ogygoptyngidae
  - †Ogygoptynx (Mittleres/Oberes Paläozän)
- †Protostrigidae
  - Eostrix (Unteres – Mittleres Eozän)
  - Minerva (Mittleres – Oberes Eozän) – vormals Protostrix, schließt "Aquila" ferox, "Aquila" lydekkeri und "Bubo" leptosteus mit ein
  - Oligostrix (Mittleres Oligozän)
- †Sophiornithidae
  - Sophiornis
- Strigidae – Eigentliche Eulen
  - †Mioglaux (Oberes Oligozän? – Unteres Miozän) – schließt "Bubo" poirreiri mit ein
  - †Intutula (Unteres/Mittleres -? Oberes Miozän) – schließt "Strix/Ninox" brevis mit ein
  - †Alasio (Mittleres Miozän) – schließt "Strix" collongensis mit ein
  - Taxa ungeklärter Stellung
    - †"Otus" wintershofensis (Unteres/Mittleres Miozän) – in der Nähe der Gattung Ninox anzusiedeln?
    - †"Strix" edwardsi (Oberes Miozän)
    - †"Asio" pygmaeus (Unteres Pliozän)
    - Strigidae gen. et sp. indet. UMMP V31030 (Oberes Pliozän) – Strix/Bubo?

  - Rezente im Fossilbericht vorkommende Gattungen
    - Strix (Unteres Miozän – rezent)
    - Bubo (Oberes Miozän? – rezent)
    - Asio (Oberes Pliozän – rezent)
    - Athene (Oberes Pliozän – rezent)
    - Glaucidium (Oberes Pliozän – rezent)
    - Surnia (Oberes Pliozän – rezent)
    - Pulsatrix (Oberes Pleistozän – rezent)
- Tytonidae – Schleiereulen
  - †Necrobyas (Oberes Eozän/Unteres Oligozän – Unteres Miozän)
  - †Prosybris (Unteres Oligozän? – Unteres Miozän)
  - †Nocturnavis
  - †Selenornis
  - Rezente im Fossilbericht vorkommende Gattungen
    - Tyto (Oberes Miozän – rezent)

#### Coraciiformes– Rackenvögel
Racken und Ähnliche.
- Taxa basaler und ungeklärter Stellung
  - †Quasisyndactylus (Mittleres Eozän) – ein Alcediniformes, basal?
  - †Cryptornis (Oberes Eozän) – ein Bucerotide? Ein Geranopteride?
  - †Coraciiformes gen. et spp. indet. PQ 1216, QU 15640 (Oberes Eozän) – 2 Arten
- †Geranopteridae
  - Geranopterus (Oberes Eozän – Unteres Miozän) – schließt "Nupharanassa" bohemica mit ein
- †Eocoraciidae
  - Eocoracias (Mittleres Eozän)
- †Primobucconidae – ein Coraciiformes?
  - Primobucco (Unteres – Mittleres Eozän)
- Todidae – Todis
  - †Palaeotodus
- Motmotidae – Sägeracken
  - †Protornis (Oligozän)
  - Taxa ungeklärter Stellung
    - Momotidae gen. et sp. indet. (Oberes Miozän)
- †Messelirrisoridae
  - Messelirrisor (Mittleres Eozän)
- Bucerotidae – Nashornvögel
  - Rezente im Fossilbericht vorkommende Gattungen
    - Bucorvus

#### Trogoniformes– Trogone
- Trogonidae – Trogone
  - †Septentrogon (Oberes Paläozän/Unteres Eozän der Fur-Formation, Ejerslev, Dänemark)
  - †Primotrogon (Mittleres Eozän von Messel, Deutschland? – Unteres Oligozän Frankreichs)
  - †Paratrogon (Unteres Miozän Frankreichs)
  - Taxa ungeklärter Stellung
    - Trogonidae gen. et sp. indet. 1 (Nordwesteuropa)
    - Trogonidae gen. et sp. indet. 2 (Nordwesteuropa)

#### Piciformes– Spechtvögel
- Taxa ungeklärter Stellung
  - †Piciformes gen. et sp. indet. IRScNB Av 65 (Unteres Oligozän)
  - †Rupelramphastoides (Unteres Oligozän) – ein Ramphastide?
  - †Piciformes gen. et sp. indet. SMF Av 429 (Oberes Oligozän)
  - †Capitonides (Unteres – Mittleres Miozän) – ein Ramphastide? Ein "Capitonide" (Lybiidae, Megalaimidae)? Eigene Familie Capitonididae?
  - †Pici gen. et sp. indet. (Mittleres Miozän) – ein "Capitonide" (Lybiidae, Megalaimidae?)
- †Miopiconidae
  - Miopico
- Lybiidae – Afrikanische Bartvögel
  - †Lybiidae gen. et sp. indet. (Oberes Miozän) – rezente Gattung Pogoniulus?
- Picidae – Spechte
  - †Palaeopicus (Oberes Oligozän)
  - †Palaeonerpes (Unteres Pliozän)
  - †Pliopicus (Unteres Pliozän)
  - Taxa ungeklärter Stellung
    - Picidae gen. et sp. indet. (Mittleres Miozän)
    - Picidae gen. et sp. indet. (Oberes Miozän)
    - cf. Colaptes DMNH 1262 (Unteres Pliozän von Ainsworth, USA)

  - Rezente im Fossilbericht vorkommende Gattungen
    - Campephilus (Oberes Pleistozän – rezent)
    - Colaptes
    - Dendrocopos
    - Zusätzliche prähistorische Unterarten rezenter Arten
      - Melanerpes superciliaris ssp. (Little Exuma, Bahamas)
      - WeMelanerpes superciliaris ssp. (New Providence, Bahamas)

#### Passeriformes– Sperlingsvögel
- Taxa ungeklärter Stellung
  - †Passeriformes gen. et spp. indet. (Unteres Eozän) – mehrere Arten, Oscine?
  - †Wieslochia (Unteres Oligozän)
  - †Passeriformes gen. et spp. indet. (Oberes Oligozän) – verschiedene suboscine und oscine Arten
  - †Passeriformes gen. et sp. indet. (Unteres/Mittleres Miozän) – Suboscine?
  - †Passeriformes gen. et spp. indet. (Unteres/Mittleres Miozän) – mehrere Arten, Oscine?
  - †Passeriformes gen. et spp. indet. (Mittleres Miozän) – mehrere Arten, basale Stellung?
  - †Passeriformes gen. et spp. indet. (Mittleres Miozän) – verschiedene Arten, Oscine?
  - †"Palaeostruthus" eurius (Pliozän)
- Eurylaimidae – Breitrachen
  - Taxa ungeklärter Stellung
    - Eurylaimidae gen. et sp. indet. (Unteres Miozän)
- †Palaeoscinidae
  - Paleoscinis (Oberes Miozän)
- Furnariidae – Töpfervögel
  - †Pseudoseisuropsis (Oberes Pleistozän Uruguays)
  - Prähistorische Arten rezenter Gattungen
    - Pseudoseisura cursor (Unteres/Mittleres Pleistozän der Ensenada-Formation, Anchorena, Argentinien)
    - Cinclodes major (Mittleres Pleistozän der Buenos Aires-Provinz, Argentinien)
- Menuridae – Leierschwänze
  - Rezente im Fossilbericht vorkommende Gattungen
    - Menura (Unteres Miozän – rezent)
- Meliphagidae – Honigfresser
  - Taxa ungeklärter Stellung
    - Meliphagidae gen. et spp. indet. (Mittleres/Oberes Miozän – Pliozän von Riversleigh, Australien) – mindestens 7 Unterarten, die zum Teil zu rezenten Gattungen gehören
- Orthonychidae – Laufflöter
  - Rezente im Fossilbericht vorkommende Gattungen
    - Orthonyx (Mittleres/Oberes Miozän – rezent)
- Oriolidae – Pirole und Feigenpirole
  - †Longimornis (Unteres Miozän von Riversleigh, Australia)
- Artamidae – Schwalbenstare, Krähenwürger, Würgerkrähen, Flötenvögel
  - Taxa ungeklärter Stellung
    - Artamidae gen. et sp. indet. (Unteres/Mittleres Miozän) – ein Cracticine
- Corvidae – Rabenvögel
  - †Miocorvus (Mittleres Miozän)
  - †Miopica (Mittleres Miozän)
  - †Miocitta (Oberes Miozän)
  - †Protocitta (Unteres Pleistozän)
  - †Henocitta (Mittleres Pleistozän)
  - Rezente im Fossilbericht vorkommende Gattungen
    - Corvus (Oberes Miozän – rezent)
    - Pica (Oberes Pliozän/Unteres Pleistozän – rezent)
    - Pyrrhocorax

  - Taxa ungeklärter Stellung
    - Corvidae gen. et sp. indet. (Unteres Pliozän)
    - Corvidae gen. et sp. indet. (Unteres/Mittleres Pleistozän) – gehört wahrscheinlich zu einer rezenten Gattung
- Laniidae – Würger
  - Rezente im Fossilbericht vorkommende Gattungen
    - Lanius (Unteres Miozän – rezent)
- Regulidae – Goldhähnchen
  - Rezente im Fossilbericht vorkommende Gattungen
    - Regulus (Oberes Pliozän – rezent)
- Megaluridae – Schwirle und Ähnliche
  - Rezente im Fossilbericht vorkommende Gattungen
    -  ?Locustella (Oberes Miozän – rezent)
- Acrocephalidae – Rohrsänger
  - Rezente im Fossilbericht vorkommende Gattungen
    -  ?Acrocephalus (Oberes Miozän – rezent)
- Motacillidae – Stelzen und Pieper
  - rezente im Fossilbericht vorkommende Gattungen
    - Motacilla
- Fringillidae – Finken
  - Rezente im Fossilbericht vorkommende Gattungen
    - Loxia (Oberes Pliozän – rezent)

  - Zusätzliche prähistorische Arten rezenter Gattungen
    - Coccothraustes simeonovi (Oberes Pliozän von Varshets, Bulgarien)
    - Coccothraustes balcanicus
- Icteridae – Stärlinge
  - †Pandanaris (Pleistozän)
  - †Pyelorhamphus (Pleistozän)
  - Rezente im Fossilbericht vorkommende Gattungen
    - Euphagus (Oberes Pleistozän – rezent)
- Cardinalidae – Kardinäle
  - Taxa ungeklärter Stellung
    -  ?Passerina sp. (Unteres Pliozän von Yepómera, Mexiko)
- Emberizidae – Ammern
  - Rezente im Fossilbericht vorkommende Gattungen
    - Ammodramus (Oberes Miozän – rezent) – schließt Palaeostruthus mit ein

  - Zusätzliche prähistorische Arten rezenter Gattungen
    - Pipilo angelensis (Pleistozän der Rancho La Brea Tar Pits, USA)

### Vogelartige incertae sedis
Diese fossilen Taxa können keiner Hauptgruppe mit Sicherheit zugeordnet werden. Die anfangs angeführten „Proto-Vögel“ entstammen zwar einer unsicheren basalen Stellung innerhalb der evolutionären Ausbreitung der Vögel (und deren unmittelbare Vorläufer), die Funde sind aber aussagekräftig genug, um ihre Verwandtschaftsbeziehungen auf Familienebene bestimmen zu können.
Die jetzt folgenden Taxa beruhen auf Fundstücken, die zwar zur wissenschaftlichen Bezeichnung ausreichen und auch eine Zuweisung zu Pygostylen oder moderneren Vögeln erlauben, aber für weiterführende phylogenetische Zwecke vollkommen ungeeignet sind. Einige darunter sind sogar derart bruchstückhaft, dass eine eventuelle Zuordnung zu nichtvogelartigen Reptilien wie den Dinosauriern beim gegenwärtigen Zeitpunkt nicht unbedingt ausgeschlossen werden kann.
- †Aberratiodontus (Unterkreide) – ein Enantiornithine? (eigene Familie?) Identisch mit Yanornis?
- †Holbotia (Unterkreide von Andaikhudag, Mongolei) – ein basaler Pygostyle?
- †Hongshanornis (Unterkreide der Yixian-Formation, China) – ein Pygostyle? Ein Ornithurine?
- †"Jibeinia" (Unterkreide) – ein Euenantiornithine? Ein nomen dubium
- †Nanantius (Unterkreide) – ein Enantiornithine?
- †Otogornis (Unterkreide von Yijinhuoluo, Yike Zhaomeng, China) – ein basaler Pygostyle? Ein Enantiornithine?
- †Paraprotopteryx (Unterkreide der Yixian-Formation, Fengning, China) – ein Enantiornithine?
- †Protopteryx (Unterkreide Chinas) – ein Enantiornithine?
- †Wyleyia (Unterkreide) – ein basaler Enantiornithine? Ein (paläognather) Neornithine?
- †Aves gen. et sp. indet. Sammlung des Sahat Sakhan Dinosaur Research Centre, ohne Nummer (Unterkreide der Sao Khua-Formation, Khok Kong, Thailand) – ein Ornithurine?
- †Aves? gen. et sp. indet. NMC 50852 (Unterkreide/Oberkreide der Region von Kem Kem, Marokko) – ein Vogelartiger? Ein Dromaeosauride (nahe mit Rahonavis verwandt)?
- †Apatornis (Oberkreide) – ein (anseriformer) Neornithine?
- †"Cerebavis" (Oberkreide) – ein Enantiornithine? Ein nomen dubium
- †"Elopteryx" (Oberkreide) – ein Pygostyle? Ein nichtvogelartiger Dinosaur? Ein nomen dubium
- †Euornithes gen. et sp. indet. (Oberkreide der Bissekty-Formation, Kyzyl Kum, Usbekistan)
- †Gargantuavis (Oberkreide) – ein (enantiornithiner) Pygostyle? Ein basaler Ornithurine?
- †Hulsanpes (Oberkreide) – ein basaler Vogelartiger? ein nichtvogelartiger Dinosaurier?
- †Iaceornis (Oberkreide des Gove County, USA) – ein Neornithine oder ein basaler Ornithurine
- †Ornithurae gen. et sp. indet. IGM 100/1309 (Oberkreide der Nemegt-Formation, Tsagaan Kushu, Mongolei) – ein Presbyornithide?
- †Ornithurae gen. et sp. indet. IGM 100/1310 (Oberkreide der Nemegt-Formation, Tsagaan Kushu, Mongolei) – ein basales Taxon?
- †Horezmavis (Oberkreide der Bissekty-Formation, Kyzyl Kum, Usbekistan) – ein (gobipterygiformer) Enantiornithine, ein basaler Ornithurine oder ein Gruiformes
- †"Ichthyornis" minusculus (Oberkreide der Bissekty-Formation, Kyzyl Kum, Usbekistan) – ein Enantiornithine?
- †cf. Nanantius (Oberkreide der Bissekty-Formation, Kyzyl Kum, Usbekistan) – ein Enantiornithine?
- †Neogaeornis (Oberkreide) – ein (gaviiformer bzw. procellariiformer?) Baptornithide oder Neornithine
- †Patagopteryx (Oberkreide) – ein (enantiornithiner?) Pygostyle?
- †Piksi (Oberkreide der Two Medicine-Formation, Montana) – ein Ornithothoracine (vielleicht ein eigener Seitenzweig), ein basaler Ornithurine oder Neornithine?
- †Platanavis (Oberkreide der Bissekty-Formation, Kyzyl Kum, Usbekistan)
- †Potamornis (Oberkreide) – ein Hesperornithide? Ein Baptornithide? Ein Enaliornithide?
- †Vorona (Oberkreide) – ein Enantiornithine? Ein basaler Ornithuromorphes?
- †UCMP 143274 (Oberkreide der Lance (Creek)-Formation, Niobrara County, USA) – ein Psittaciformes? Ein Nichtvogelartiger?
- †Polarornis (Oberkreide oder Eozän) – ein Gaviiformes oder ein Pygostyle, möglicherweise identisch mit Neogaeornis
- †Yandangornis (Oberkreide) – ein basaler Vogelartiger? Ein nichtvogelartiger Dinosaurier?
- †Guildavis (Kreide des Wallace County, USA) – ein Neornithine oder ein basaler Ornithurine
- †"Cathayornis" aberransis
- †"Cathayornis" caudatus
- †Dalingheornis – ein Enantiornithine?
- †Gobipipus
- †"Ichthyornis" maltshevskyi
- †Chaoyangidae – ein (ornithuriner?) Pygostyle, ein Yanornithiformes?
  - Chaoyangia (Unterkreide der Jiufotang-Formation, Liaoning, China)
- Zhyraornithidae – ein Enantiornithiformes, ein Ornithurine?
  - Zhyraornis (Oberkreide)

#### †Liaoningornithiformes
- Liaoningornithidae – Pygostyle? Ornithurine?
  - Liaoningornis (Unterkreide der Yixian-Formation, Liaoning, China)

#### †Eurolimnornithiformes
- Eurolimnornithidae – basale Ornithurine, neognath (Lappentaucher?) oder nichtvogelartig?
  - Eurolimnornis (Unterkreide)

#### †Palaeocursornithiformes
- Palaeocursornithidae – basale Ornithurine, paleognath (Laufvögel) oder nichtvogelartig?
  - Palaeocursornis (Unterkreide)